# 闇のイージス
『闇のイージス AEGIS IN THE DARK』（やみのイージス イージス イン ザ ダーク）は、七月鏡一原作・藤原芳秀作画による日本の漫画。続編『暁のイージス AEGIS IN THE DAWN』（あかつきのイージス イージス イン ザ ドーン）についても解説する。

## 概要
『闇のイージス AEGIS IN THE DARK』（やみのイージス イージス イン ザ ダーク）は、『週刊ヤングサンデー』（小学館）2000年48号から2006年34号まで連載された。単行本は全26巻。
その後、『暁のイージス AEGIS IN THE DAWN』（あかつきのイージス イージス イン ザ ドーン）とタイトルを変更し、『週刊ヤングサンデー』2007年42号から2008年35号まで連載。掲載誌の休刊に伴って『YSスペシャル』に移籍し、VOL.1からVOL.5まで連載された。単行本は全6巻。
ストーリーは、裏社会のボディーガード「護り屋」楯雁人が、数々の依頼に応じて依頼人を護衛する話と、護り屋となるきっかけとなった事件を引き起こしたテロリスト「蝶」と対決する話を軸に展開される。『闇のイージス』劇中では7年の時間が経過しており、『暁のイージス』は更にその1年後の物語となっている。
本作と同じく七月・藤原が手掛けた『ジーザス』の後日談でもあり、『ジーザス』のストーリーとの直接的な関連性はないが、主人公ジーザスら一部キャラクターが劇中に登場している。また、本作の後日談・続編である『JESUS 砂塵航路』は、たかしげ宙原作『死がふたりを分かつまで』（ヤングガンガン連載）とのクロスオーバー作品としてストーリーが展開され、『暁のイージス』最終回においてそのことが示唆されている描写がある。

## 登場人物

### メインキャラクター
楯 雁人（たて かりと）
本作の主人公。闇社会で「イージスの楯」と呼ばれ、依頼を受ければ犯罪者でも守り抜く凄腕の「護り屋」。過去の事件で右腕を失っているため、特注の筋電義手を装着している。「殺しをせず、殺しに荷担しない」ことを信条とする。
夏場でもケブラー入りの防弾コートを纏っている。基本的に武器類は用いず、鋼鉄の義手と中国武術、戦闘に関連する様々な知識を用いて依頼人を護衛、状況に応じて敵を制圧する。中国武術の技量は極めて高く、相手の殺気を読み取ることで銃弾の軌道を察知し、義手を盾にして弾丸を防ぐ。
親兄弟や親類のいない天涯孤独の身で、高校時代は非行に走っていたが、恩師・加納の説得で立ち直り、高校卒業後は警察官となり、機動隊配属になった。そして同僚だった甲斐晴美と出会って結婚、一人息子・雅人を授かり、また義兄・彰一の抜擢によりSATの隊員となるなど、公私ともに充実した生活を送っていた。しかし「蝶」によるSAT狩りの標的となって背中に紋章を刻まれ、晴美を殺害され、雅人に仕掛けられた爆弾の解除に失敗し雅人と自身の右腕を失った。その時のトラウマにより、炎を目の当たりにすると右腕に激しい幻肢痛が走る。
その後、一時は生ける屍となっていたものの、「蝶」に復讐する力を求めて世界中を放浪。シチリア島でルッソ・アルラッキから護り屋としての心得と中国武術を学び、後継者としてアイギス（イージス）の通り名を引き継ぎ、アナとジョバンニと共に「セイレーン」を開き、その後再会した彰一とは進む道こそ違うえど、蝶への復讐は同じという目的で共闘しつつ、陽子のような警察内の理解者、ゼロやジーザスという殺し屋との対立と共闘、助手となったちひろといった人々に関わっていく中で生きる意味を見いだしていく。
SAT狩りにおいて殉職したことになっており、戸籍上は死亡している（このためなんらかの容疑で逮捕されてもすぐ釈放される）。加えて家族を失い闇の世界に身を投じたことなどから、自らを「死者」と称している。数々の拷問に耐え抜く並外れた精神力、どのような悪人でも依頼があれば分け隔てなく護衛する高い職業意識を持つ一方、「蝶」に対する復讐心もまた極めて強く、「護り屋」としての自身と「復讐者」としての自身の板挟みに常に葛藤しているが、「蝶」が仕掛けた背中に傷を負った者が世界に破壊と混沌をもたらすからくりと真相を知り、それに抗い、「蝶」の望む事とは逆の道を選ぶことこそ「蝶」への最大の復讐になると悟った。そして、最終決戦時にジーザスが入手した「蝶」の過去の資料をベン達から受け取り、「蝶」への憎しみを捨てられない一方で、家族を喪った代わりにかけがえのない貴重な仲間と戦友を得た自分と違い、信者達に崇め奉られながらも、孤独になっていった「蝶」への複雑な思いを覗かせている。
独身だった機動隊員時代は、正義感は強かったものの融通が利かず協調性のない性格だった。SAT時代は近接格闘と爆弾解体で優れた成績を残し、特に爆弾の解体技術は護り屋となって以降もしばしば活用されている。警察官としての最終階級は、殉職による2階級特進で警部。
依頼を受け容れた際には「俺はお前の盾になろう」と護衛対象に告げ、その敵対者及びグループから明確な悪意や殺意を感じとった時に「お前達と敵対する！」と宣戦布告し、依頼者や自身に向けられた銃弾を義手で防御、もしくは相手の攻撃を防いだ際「お前の牙は届かない！」、更に戦闘不能にした場合には「お前の牙は叩き折った！」と告げる。
義手が無い場合には、左腕だけで戦うが、その際に銃弾から身を守る場合には、左拳付近に鎖を多く巻き付けて防御と攻撃の両方に用いる。
雁人の義手
藍空医科大学沢渡研究室にて製作された筋電義手。開発コンセプトは「マグナム弾にも耐える強度を持ち、精密動作可能な義手」で作中でも定期的に新型の義手に換装していた。基本的に雁人専用である為固有名はなく、ナンバリングされているくらいだが例外として「クロムウェル」と「ミネルヴァ」がある。
「クロムウェル」それまでの防衛用とは異なる完全な戦闘仕様。そのパワーは振り下ろすだけで触れた人体を容易く両断する。雁人の蝶に対する復讐心を慮ったことで作り上げてしまった物だが、「アビス」にて復活した蝶の手に渡ってしまう。
「ミネルヴァ」はそれまでの義手で得たデータから雁人の根源である「護る」という心に立ち返った物。基礎スペックはクロムウェルに及ばないが、リミッターを解除する「オーバーブースト」によって一時的に爆発的なパワーを発揮する。ただしこれは完全なオーバーワークであり、発動すれば義手は機能を停止する。本編以後を描いた「死がふたりを分かつまで」ではミネルヴァの設計を基本に各部の改良を続けている。

アナ・リドル
雁人の交渉代理人。黒衣黒髪の少女。護り屋に仕事を依頼する時は、後述するルールを守る必要がある。闇社会で「セイレーンの魔女」と呼ばれる凄腕の情報屋でありハッカー。子供ながら大人が舌を巻くほどの高い知性と理性を備えている。自分の周囲の小姓達がそんな自分を恐れている事を感じたり、自分に近付いて関わってきた者達が皆死んでしまう事に心に深い傷を抱え、「魔女」だと自称して周囲に誰も寄らせなかった。雁人にも逢った当初は心を開かず、なぞなぞにかこつけて飛びナイフなどを放って追い払おうとしていたが、はじめて自分に正面から接してくれた人物だった事で受け容れた。
本名アナ・キタガミ・マドニア。コーサ・ノストラの大幹部ミケーレ・マドニアの孫娘で、母アメーリアと日本人医師キタガミが駆け落ちしアメリカ合衆国で誕生した。ミケーレらが出資した研究機関「ゲイザー」が、不妊治療と称した極秘実験によって人為的に作り出した超天才児で、貴重な成功例として組織に狙われ、ミケーレに保護されていた。その時にイージスの異名を引き継いだばかりの雁人の護衛対象となり、以来仕事上のパートナーとして雁人を支えている。
雁人に好意を抱いており、ちひろや陽子をはじめとした雁人に近づいてかつ、好感を持つ女性に対してしばしば嫉妬しているが、その女性の力量と人格を評価しても、相手を遠回しで素直に褒めない一面もある。一方で、雁人が自分を今は亡き雅人の代わりとして見ているのではないかという恐れを抱いているが、そうした事で自分が雁人の負担にならないように心に秘めており、互いにその事を理解して気遣い合っている。ゲイザーを告発しようとして行方不明になった父の消息と、何者かに狙撃され亡くなった母が今際の際に残したなぞなぞの答えを、今なお追い求めている。一方で第14巻の「黄昏時の罠」で、ジョバンニに子供扱いされるのを嫌がったり、雁人以外の異性として、謎の少年に心が動くうぶな面もある。
雁人が甲斐の消息を追って『マーキュリー刑務所』に潜入調査に当たる間もちひろと共に「護り屋」ビジネスを続け、『暁のイージス』で帰還した雁人に「ミネルヴァ」を渡す。その後、「蝶」が自分を人質にして雁人を追い詰める事態を想定し、宿敵であるゲイザーにこれまでの調査結果を引き渡した見返りに欧州からゼロを呼び寄せる。自身の身が蝶の手に落ちた場合、ゼロに自分を殺うように依頼していたが、ゼロはこの依頼は雁人がアナの奪還に失敗した場合の「保険」と考えて積極的に依頼を果たそうとはしていない。雁人との死闘後、「かつて救えなかった我が子を救う」という激情に駆られて雁人に協力した「蝶」に爆破装置を解除される。
『JESUS 砂塵航路』でも登場。雁人と共に尚世界に残る蝶の亡霊相手に戦っている事が描かれ。その縁で『死がふたりを分かつまで』では土方護のパートナーで、似たような境遇にある遠山遙とは友人関係になった。
甲斐 彰一（かい しょういち）
警視庁公安部所属の警察官。カウンターテロの専門家。東京大学卒のキャリアで、階級は警視正。雁人の妻だった晴美の実兄で、雁人の無二の親友・戦友。滅多に感情を表に出さずその態度は冷酷とも見えるが、現場指揮官としての人望は厚い。一方でその出世の早さと、警察内の組織犯罪にも一切妥協を見せないで取り組む姿勢を快く思わない人間も少なからず存在する。
「SAT狩り」で妹の晴海と甥の雅人を喪い。自暴自棄から立ち直った雁人が裏社会に身を投じた後、「表と裏それぞれの世界から蝶を追跡する」「互いの生命を顧みず、どちらかが倒れたらその屍を踏み越えて前に進む」という約束を雁人と交わした。表の世界の最大の支援者として護り屋のバックアップを行っているが、互いの命を顧みない約束のため過酷な仕事を依頼することも少なからずあり、また雁人も甲斐を護衛する依頼は基本的に拒否している。
少年時代に自らの命と引き替えに自分を守った巡査に憧れ、警察官となった。雁人と出会った当初は、下の階級だった雁人の態度が反抗的だったことと妹との交際関係のために険悪な仲だったが、強盗事件に巻き込まれて共闘した後から、次第に互いを認め合うようになる。
末期ガンに犯されながらも執念で「蝶」を追う。だが、『マーキュリー刑務所』への潜入捜査中に消息を絶ち、その後、核爆弾の人質にされるも、雁人に救出される。やがて蝶の痕跡を辿るため南米に向かった雁人と別れて星美に連れられ日本に帰国した後、火山から「蝶」の素性と彼が雁人に固執する理由を聞き、日本に帰国した雁人をSAT部隊に命じて狙撃させる。蝶の目的と彼の犯行計画を推理した上で、核爆弾の身代金10億円の引き渡し役に志願。そうした自らの命を省みない姿勢を部下の星美から叱責され、彼女から想いを告白される。「蝶」を殺せない雁人にかわり自身の命と引き替えに「蝶」を倒そうとするが、アンガスの狙撃で失敗に終わり、雁人に救われた後に蝶との決着を雁人らに託した。
蝶（バタフライ）
国際指名手配中のテロリスト。ペルシャ語で蝶を意味する「ファラージャ」とも呼ばれる。一流の破壊工作員であると同時に、闇の世界で「テロリストメイカー」と呼ばれカリスマ視されているテロリスト教官で、「完璧ならざる世界の破壊」と称して世界中でテロを引き起こしている。自身が求めるテロリストとしての素養を持つ人間の背中に、その証として焼けたナイフで大きな十文字の傷を刻んで「紋章」とし、テロリストもしくは自分に対する復讐者に仕立て上げる。
紋章を刻まれながらその思惑通りに動かない雁人に興味を抱き、様々な形で間接的に雁人と接触。自ら軍勢を率いて海ほたるパーキングエリアを占拠し、雁人だけでなくSATやジーザス、ゼロ達と激しい戦いを繰り広げ、最後は雁人と手錠で繋がれ東京湾に沈み死亡したと見られていた。しかし手錠につながれた右腕を自ら切り落として生き延びる。だが2039部隊の戦友で自らの崇拝者でもあった「蠍」ことフランク・ルーデルの裏切りで米軍の極秘収容施設（ブラックサイト）「アビス」に収監され、一年以上続いた過酷な拷問から狂死しかけるが、アビス最下層に収監された雁人を助けたミスバーフという男がかつて自分自身が語った言葉で皆を奮い立たせたことで覚醒。アビス内部での反乱を扇動して表舞台へと返り咲き、二発の核で世界を大混乱に陥れる。
元々は日系アメリカ人の一般市民だったが、マーキュリー刑務所に収監され秘密囚人部隊の一員としてベトナム戦争に参加。終戦協定締結による極秘任務中止により機密保持のため抹殺されそうになり唯一人生き残るが、口封じの爆撃に遭った際に炎上して崩れた教会の十字架を背部に受けて押し潰された際にトレードマークの十字の傷が付いてしまい、密かにアメリカに帰国するが妻子を人質に取られる。だが、娘アビーに仕掛けられた爆弾を見て逃げ出し、世界に絶望して全てを捨て去る。その後アメリカ国内にて2039部隊に殺されることを望み遭遇したが、逆に部隊に加えられ「蟻（アント）」の名を授かる。2039部隊加入後は各隊員がそれぞれ得意とする破壊工作を全て学んでいき、ある作戦でリーダーの「蝶」裏切りを察知して打ち倒した後、「"世界"の名」と「"蝶"の名」を奪ったことで今日の「蝶」となった。
だが、家族を助けようとして逃げなかった雁人とは反対に、見殺しにした事がトラウマとなり、それ故、同じ境遇を味わわせた雁人が、自分の望む事とは反対の道を歩んだ事で、雁人に羨望と憎悪の二つの感情を抱き、それを混ぜ合わせた執着心を向け続けている。最終章で原子力空母「ジョージ・ワシントン」を東京湾上で占領し、アナに核爆弾を巻き付け、クロムウェルで雁人と一騎打ちをするが、雁人がミネルヴァの隠し機能を発動させた末に敗れ去り、その際に致命傷を負い、最期は自らの命を持ってアナの起爆装置を解除し、その時に自身が望んだ「完璧な世界」を夢見つつ事切れた。

### Tea room セイレーン
護り屋への依頼の窓口となる喫茶店。
名前の由来は、アナが自分を「魔女（セイレーン）」と呼称していた事から。
来島 ちひろ（くるしま ちひろ）
天使事件に絡んで雁人の助手となった凛々しい顔立ちのショートカット美少女。初登場時は高校生で、野坂亜紀の実姉でかつ、聖邦女子高等学校生徒会会計だった。雁人を初対面時には「おじさん」呼ばわりしていたが、やがて「先生」と呼ぶようになり、父や兄のように慕っていく。
聖邦学園での殺人事件を目撃し、犯人を告発しながら、逆に罪を着せられ破滅させられた母に、亜紀と共に絶望と復讐心を植え付けられ育てられた。母の死後は姉妹は引き離され、それぞれの別の家に養子として育てられた。「天使」に目をつけられ、手紙や電話を通して接触、暗殺インストラクターを紹介され、暗殺者としての訓練を受け、暗殺者としての才能を開花させた。しかし亜紀と違い復讐の実行には賛同しておらず、雁人に協力する形で亜紀を止め、そのことがきっかけで亜紀に命を狙われるようになる。
聖邦事件後には、自分に親身になってくれた人々を惨殺された怒りに身を任せて犯人の新田恭平に襲いかかった時、また藤堂ケミカルの地下で強力な薬物で洗脳された時に、暗殺者の自分を制御出来なくなり、止めに入った雁人と亜紀にさえ襲いかかり、その際に2人の身を挺した行動によってようやく正気に戻る。本来は明るい性格をしているが、自らに厳しい一面もあり、仕事中は滅多に感情を表に出さない。
その後にも「護り屋」としての自身と、訓練によって目覚めた「暗殺者」としての自分の間に揺れる場面も少なからず見られるが、そうした事情から「蝶」への復讐の憎しみと怒りを抱いたまま、心が揺れ続けるも、護り屋の仕事をこなす雁人の生き方と姿に共鳴した事により、護り屋となるべくアシスタントとして雁人に弟子入りし、幾度もの失敗と危機、苦難を乗り越えて最終的には雁人から信頼を置かれるようになり、やがて亜紀とも和解した。
相手の気配や接近を察知する能力にも長けており、護り屋の仕事を遂行する時は、雁人と同じく防弾コートを纏い、右腕に弾丸を防ぐ頑丈な防具を装着。基本的に武器は用いず格闘術のみで対処するが、追い詰められた時はスペツナズナイフを用いて戦う。助手になった当初は殺傷力を抑えたベレッタを使用していた。
一時はアナに嫉妬され一方的に嫌われていたが、ある事件を通じて信頼され、雁人不在時にはその護衛を任されるようになった。雁人の為にアナと一緒にプレゼントを買ったり、夕飯を用意したりもしている。『暁のイージス』では、「蝶」を追って渡米した雁人に代わって護り屋の依頼をこなし、自らに課した10の依頼を成功させる目標を達成したことで、アナと共に再び雁人の元へ向かった。
最終章では雁人と共に戦う事は出来ず、雁人の戦いを傍観しつつ、帰還を待ち続けた。
ジョバンニ・ロッシーニ
セイレーンの店員。カウンターで仕事をしている男性。アナの祖父ドン・マドニアに命を救われたことがあり、その縁でアナに仕えている。雁人の不在時はアナのボディガードを務める。銃火器の扱いに慣れており、射撃の腕前も良い。アナの窮地を察知して、ちひろに密かに追跡と護衛を頼む事もあった。

### 雁人の家族
楯 晴美（たて はるみ）
雁人の亡き妻で、旧名甲斐晴美でかつ甲斐彰一の妹。元婦人警官で、兄や夫のように正義感と義務感に溢れていた情熱的な女性だった。
過剰なトレーニングを課され倒れ込んでいた雁人と出会った直後に、収監されたテロリストの仲間に拉致され、救出かなわず共に拉致された雁人と互いの協力によって無事に事件が解決したことにより、つきあい始めるようになる。彰一からは殉職のおそれのある警官との交際を当初反対されていたが、やがて結婚し雅人が産まれる。
しかし、「蝶」のSAT狩りの標的にされて殺害される。この為に元々甲斐家から雁人との交際に反対だった事や、事件に巻き込まれた事での恨みから、雁人は今でも彰一以外の甲斐家の人々からは受け容れられず、疎まれている。
生前の彼女の造った料理で雁人が最も好物だったのはシチューで、『暁のイージス』でアナとちひろが造ったシチューを雁人は「晴美の味だ」と評した。
楯 雅人（たて まさと）
雁人と晴美の息子で、父親を愛し、溢れる信頼と尊敬を抱いていた。
家庭環境に恵まれなかった雁人にとって、晴美と雅人は初めて家族と呼べる存在であり、生きる大きな支えとなった。
しかし、「蝶」のSAT狩りに巻き込まれ、病院のベッドに爆弾を抱いたまま固定され、爆弾処理に当たった雁人の努力も空しく爆死。
その際に雁人の右腕を握っていたため、その感触は幻肢感覚として雁人に残り続けるが、雁人を護り屋という新たな人生に向かわせることにもなり、死してもなお、母と共に雁人に生きる力を与え続けている。

### 協力者
沢渡 啓之（さわたり けいすけ）
藍空医科大学の医師。大学内にある自らの研究室で次世代型筋電義手の開発・研究を行っており、雁人に「本物の腕と同様に動き、なおかつマグナム弾の直撃に耐える義手」の製作の見返りとして、多額の研究資金と義手のデータを提供されている。
義手の研究を通して医師として多くの人間を救うことを望み、雁人に対しても「『生者』に戻る日が来ること」を心から願っている。一方、雁人の復讐心を慮った機能を義手に組み込み、それが結果として雁人の葛藤と世界の混乱に拍車をかけてしまったこともある。医者という職業柄、相手の心理を読み取るのも上手で、雁人の心に秘めた苦悩や、雁人を心配するアナとちひろの心中も理解している。
“天使”
神秘的な雰囲気を漂わせる美しき女性。その容姿とは裏腹に人々を滅びへと追いやる魔性の女。その本名や素性は一切が謎で、唯一つわかっていることは「ハウザー症」患者であること。人の嘘を見抜く才能があり、自らは人々の嘘による苦痛を強いられている。藍空医大で研究目的を含めた治療を受けていたが、担当医の相良清彦により研究ごと藤堂義明に売り渡された。自らを籠の鳥として愛玩する藤堂の手を逃れた後、多くの人々に悪の種子を植え付けて狂わせる。しかし、ちひろたち姉妹には“希望”を見出しており、その窮地にあっては自ら藤堂の元に舞い戻ると同時に、雁人に救いを求めた。
再び藤堂の元を離れた後、聖セイレム学園に音楽教師・「霧野真由」として赴任していた。自分の研究データを利用したある組織の所行を暴くため、巧みに雁人を誘導した。その後は、宿命を逃れる術を求めて放浪の旅に出ている。
他の主要な登場人物たちが『暁のイージス』に登場する中、彼女は一切登場しない。
ミケーレ・マドニア
コーザ・ノストラの大幹部で、家族を喪った雁人が向かったイタリアのシチリア島で隠居生活を送っていたものの、その威光と影響力は衰えておらず、アナの母方の祖父。アナを可愛がり、ボディーガードを長く務めていたルッソやその弟子の雁人に親愛の情を示す一方、組織内で対立する勢力が、甥のビーノと共に臓器売買組織に加担していることに激しい嫌悪感を抱いている。
第二次世界大戦後のアメリカで生き残るために組織が「ゲイザー」の出資者となり、やがてゲイザーがミケーレの娘アメーリアを使ってアナを人工的な天才児として産み出させ、更に娘がゲイザーに殺されたことを激しく悔やんでいた。ゲイザーにまつわる内紛が終息した後、自分ではアナを守りきれないと悟り、護り屋として日本に戻る雁人にアナを託した。
ルッソ・アルラッキ
雁人の師匠で、「アイギス」の異名で知られた護り屋。ミケーレ・マドニアのボディーガードだったが、ある人物の護衛に失敗し、刺客全員をその手にかけてしまったことから引退し、素性を隠してシチリア島の一介の料理人として生活を送っていた。
「蝶」への復讐のための力を望む雁人に地下墓地の試練を課し、地下墓地から生きて帰って来た雁人に護り屋としての心得と中国武術を授けた。その後、ミケーレの依頼で雁人と共にアナを護衛していた時にミケーレをかばってビーノの銃弾に倒れ、その生涯を閉じた。自らが用い雁人に授けた武術の門派や技の名前は、師の意向で教えられていないためルッソ自身も知らない。
苦難に直面して弱気になった雁人の心の中にも現れ、死して尚叱咤激励するような形で、晴美や雅人と共に雁人を奮起させている。
レイチェル・雨宮・ハンター（レイチェル・あまみや・ハンター）
テロ対策を専門に請け負い全米で業界3位の実績を持つ民間警備会社「HSE（ハンター・セキュリティー・エンタープライズ）」の最高経営責任者。20歳にしてオックスフォード大で経営学の学位を取った才女。誇り高く聡明で責任感が強い。反面、駆け引きに長け、高圧的で人を見下した態度も見せる。依頼人を装って雁人の力量を測りヘッドハンティングしようとしたため怒りを買うが、「蝶」の情報を餌にして協力を取り付ける。白人の父と日本人の母を持つ日系人。
彼女の20歳の誕生日に発生したアメリカ同時多発テロで両親を失い自らも負傷し、鳩尾には事件の傷跡が大きく残る。両親を奪ったテロリストたちを激しく憎み、父の遺産である株式を受け継いで経営者となり、「HSE」を対テロ組織とした。「十字架」を背中にもつムハンマド・サイードのテロ計画を雁人と共に阻止する中で考えに変化が生じ、サイードが残した、彼が最も大切にしていたラピスラズリを預ることになる。
『暁のイージス』では「蝶」を追う雁人に協力するが、銃撃を受けて瀕死となった雁人を目の前で拉致される。さる国の施設に捕らえられた雁人を救出すべく、下記のアーネスト・ロイドやウリエル達と共同戦線を張り、雁人救出の依頼を果たしたジーザスから「蝶」の過去を記した資料を渡され、それはウリエルを通じて「蝶」との最終決戦に挑む雁人を助ける為に日本へ向かうマーキュリー刑務所の元囚人達に託される事となる。
なお同作者作品の『BUGS LAND』後半にも出ているが、本作との明確な繋がりは不明。
アーネスト・ロイド
FBI特別捜査官。白髪の目立ち始めた年配の黒人で「テロ・ハンター」として恐れられる。同時多発テロを未然に防げなかったショックで酒に溺れるようになるが、後輩からの叱咤で「9.11」と名乗るテロリストを巡る事件を担当し「蝶」の暗躍を知る。イラク出身の少女ライラを巡ってアメリカの掲げる正義に疑問を抱くようになり、その後「蝶」を追って来日し雁人と邂逅し、雁人が「蝶」の意図したテロリストにはならないことを確信する。
ベトナム戦争では通信兵として従軍した過去を持つ。また、横須賀に配属されていたこともあり、日本語も話せる。
『暁のイージス』ではレイチェル、ウリエルと共に「蝶」を追っている。レイチェルに対してはブラックサイトに拉致された雁人を救出するために、「伝説」と呼ばれたある人物を雇うことを薦める。最終章では、アメリカの一都市が壊滅する危機に際し、自らテロリストと化した元米兵の説得に当たる。
ロザ・アルベニス
『暁のイージス』に登場。メキシコとアメリカ合衆国南部の国境地帯に根を張り、合衆国への密入国斡旋や麻薬密輸などを生業にする組織「メサ・コヨーテ」を率いるスペイン貴族の末裔の一族の娘。ラテン系の色香が漂う情熱的な性格の美女で、自分達こそ国境地帯を治める者と、組織の長の一族としてのプライドを強く持っている。
「蝶」の正体を求めてメキシコにやって来た雁人と「メサ・コヨーテ」が関わる事件の中で出会う。はじめは一族に屈辱を与えた雁人を付け狙っていたが、雁人がイレーネ・サルドーニから依頼された護衛対象と共に合衆国へ逃れようとするのを、カザロスと共に狙うものの、カザロスの騙し討ちに遭ったところを雁人に救われ、更に雁人を本当の男がどうかの判別をするため、アルパイン・クライミング（岩登り）を挑むも、アクシデントや雁人に助けられた事から敗北を認める。
それから雁人に惹かれていき、レオンと共に国境を越えようとする雁人を手助けし、オルガの攻撃から逃れた後に、雁人に「生者に戻ったら、私を抱きに来るのよ」と愛の宣告と約束をしている。
ウリエル
ロザと同じく『暁のイージス』で登場。「蝶」の過去を探るべくメキシコを旅する雁人に、常に電話越しからコンタクトを取り続ける人物。ユダヤ系の白人男性でその正体は、エシュロンで情報分析をするCIAの分析官。雁人に有益な情報をもたらすものの、雁人を自分の勢力の手脚に使おうとしていた。
それを雁人に見抜かれてしまい、情報を小出しにして雁人を誘導する姿勢が怒りを買いコンタクトを断ち切られそうになると、ある人物の護衛依頼を雁人に懇願して顔を割ってしまう。
そうした体験の後、雁人に一個人としての協力を惜しまなくなり、彼の危機に際しては、「耳」であることをやめてレイチェル、アーネストと共に自ら踏み込んでアビスから救出するようジーザスを手引きするなどの手助けをするようになり、ベン・シスコらマーキュリー刑務所の元囚人達に依頼（正体は知らせていない）して、雁人のバックアップをしている。

### 殺し屋
ジーザス/藤沢 真吾（ふじさわ しんご）
『ジーザス』の主人公。裏社会で伝説の存在となっている殺し屋。追い詰められた相手が「ジーザス!」と叫ぶと、「それが俺の名だ、地獄に落ちても忘れるな」と返しとどめを刺す。
日本において秘密組織「24」を壊滅させた後、中東の小国・カダス共和国に渡って革命を成功させ、その後は教師としてカダスの子供たちに勉強を教えていた。しかし8人の教え子が臓器売買ブローカーによって誘拐されてしまい、行方を追って世界中を飛び回り関連組織を壊滅させ続け、その過程で再び日本に足を踏み入れた。
雁人だけではなく、ゼロを戦慄させるほどの実力を持ち、日本においては教え子を探す過程で幾度となく雁人と対決・共闘。「天使」による一連の事件が解決した後は、亜紀を助手・弟子としている。自分を殺し屋である事については包み隠さず、『暁のイージス』では雁人をアビスから救出する依頼をレイチェル、ウリエル、ロイドから受けた時、「俺はあいつと違い、銃弾で相手を排除する殺し屋だ。俺の使う銃やナイフはお前達が造ったものだ、その責任は使った俺だけでは無くお前達も背負うんだ。」と云って、彼等の覚悟も試している。
傭兵部隊「砂漠の兎（デザート・ラビッツ）」の唯一の生き残りで、部隊が壊滅し捕虜となった時に「蝶」によって紋章を刻まれた。部隊を全滅させた張本人の1人であることから「蝶」への復讐に執念を燃やしており、標的を殺害する事で、不殺の護り屋である雁人と意見と取り組みへの相違はあるものの、一方で教師として教え子を護る、教育で横暴な政治や権力に立ち向かう手段を教える、という使命感も強く、その意味で雁人と同じく復讐と護ることとの間で揺れており、雁人もジーザスも、お互いのそうした矛盾を抱え、向き合っている事を自覚、理解し合っており、それ故に「蝶」を独占したい瀕死のフランク・ルーデルに対して殺す前に、「「蝶」はお前を愛しも憎みもしない、「蝶」の眼に映るのは護り屋（雁人）だけ」と告げ、雁人も『JESUS 砂塵航路』で彼を危険視するアルクベインに対し、「只の殺し屋としてしか見ないのでは、あの男の全ては見えない」と述べている。
正体を隠すため「教師」を隠れ蓑にする際には前作同様に「藤沢 真吾」を詐称している。アビスから雁人を救出した後、ルーデルが遺した「蝶」への資料をレイチェルに提供し、そして雁人らと共に蝶が占領した空母に乗り込むが、不本意ながらもセラを連れて空母の原子炉の暴走を抑えるために冷却作業に廻って、「蝶」との決着を雁人に譲った。
ゼロ
新宿にあるバー「雁の巣」を根城とする殺し屋。長身と無精ひげが特徴的な外見をしており、帽子、コート、丸眼鏡のサングラスを常に身に着けている。拳銃やナイフを始めとする様々な殺人術を、無痛症体質を生かした人間離れした戦い方の下で用い、雁人やジーザスと互角の実力を持つ。標的を殺害する時は、「灰は灰に、塵は塵に、土は土に」という聖書から引用した言葉を呟く。
10代で両親を殺され天涯孤独の身となった後、東西分裂時代のドイツでルドルフ・カウフマンに弟子入りし、暗殺者としての訓練を受けた。その時期に、ルドルフの娘マリアをかばって頭部に銃弾を受けたことによって、痛覚だけでなく温度覚や味覚も失ったが、大量出血による衰弱などの体調不良なども自覚出来る為、不死身という事では無い。
仕事を巡るトラブルで何度となく雁人と対決、殺人をタブーとする雁人の信条に反発し激しくライバル視しており、「殺しでないと問題は解決しない」、「護り屋のやり方は生温くて甘い」と嘯く時もあるが、いわゆる殺人鬼と呼ばれるような類の人物ではなく、手当たり次第の殺人はせず、自身が望まない事や、強制されてターゲットを殺した場合には、激しい嘔吐感に苛まれて、口から胃液をぶちまけるほどだった。
幾度もの戦いを経て雁人と互いに理解し合い、関係は改善しないものの共闘する場面が多くなり、アルベルト・ヘスとの戦いで雁人を撃った時、右腕と家族を喪い、幻肢痛に苦しむ雁人が、自分が失ったものを今尚持ち続けていたことでの羨望と嫉妬だった事に気づき、戦いの後、無痛症の治療のためにマリアと共に日本を旅立っていったが、『暁のイージス』最終章にてアナからの依頼にのためゲイザーの力を借りて日本へ戻り、雁人やジーザスらと共に戦う。
かつてゲイザーに追い詰められたルドルフからマリアの抹殺を命じられ、マリアを護るためにルドルフを殺害した。マリアからは密かに思いを寄せられているが、敢えて気づかぬ振りをしている。
橿原 七瀬（かしはら ななせ）
BAR「雁の巣（ネスト・オブ・ギース）」のオーナーで女性バーテンダー。しかし、それは表面の姿で、実態は父・十蔵から店と情報屋としてのネットワークを受け継ぎ、ゼロに対して依頼を斡旋している。時折、窮地に陥ったゼロを救うために護り屋に仕事を依頼している。
その護衛条件として、雁人に「蝶」に関する情報を渡すという取引を持ちかけ、最初は殺し屋ゼロを護衛する事は護り屋の主義に反する事から、断られるも、セル・ビエンテの事件の時にゼロとマリアを助けた雁人にようやく「蝶」に関する情報を報酬として渡す。
野坂 亜紀（のさか あき）
来島ちひろの実妹で、ショートの姉とは対照的に巻き髪のロングヘアー。初登場時は聖邦女子高等学校生徒会第二書記で、「天使」との出会いをきっかけに訓練を受けて暗殺者となった。ちひろと同じく母から復讐心を植え付けられ、ちひろと生き別れになった後、養父の陵辱を受けて育ったことなどから、人間性に欠落している部分があり殺人に対する抵抗感がない。戦闘スキルではちひろよりも上で、模擬戦闘の近接格闘以外では全勝していたという。
母の悲願であった復讐を雁人とちひろに止められ、それをきっかけにちひろの命を狙っていたが、様々な戦いを経て和解した。「人間狩り」の後、人としての尊厳や何かを護ろうとする心を取り戻し、カダスの生徒を救いに来ていたジーザスに拾われ弟子・助手として行動を共にするようになった。二度と人を殺さない、殺さなければならなくなった時はジーザスが代わりに背負うという約束をジーザスと交わしている。
ジーザスの元にいる為、ちひろと会うことは基本的に出来ず、ちひろもまたそれを自覚している為に姉妹が共に暮らすことは無いが、聖（セント）セイレム学園でのT・P・C関連の事件では、姉妹ならではの息の合った共闘も見せる。努力型の姉に対し、天才型の妹のようで、ジーザスからの戦闘スキルを、護り屋修行していた姉よりも短期間で習得しただけでなく、学力もスポーツもトップの才能を発揮したが、やややんちゃで皮肉屋の面も散見させるようになった。
姉と同じく、最終章ではジーザスから決戦場へ同行する事は許されず、ちひろと共に師達の戦いを見守りつつ帰還を待った。

### 日本警察
守渡 陽子（もりと ようこ）
警視庁南新宿署生活安全課に所属する女性刑事。階級は巡査部長。少女時代は武闘派レディースに身を置き、男勝りで正義感が強く、警察官としての職務に強い誇りを持っている。捜査手法は強引で荒っぽく、伸縮警棒で殴りつけたり時には自身への婦女暴行や公務執行妨害といった冤罪を被せて相手を逮捕・拘束する一方、市民を守るために命を懸けることも厭わず、階級や恫喝にも屈さない。言動もほとんど男のような口調で、ヘビースモーカーでもある。
時として犯罪者からの依頼も受ける雁人を最低の人間と目の敵にしていたが、やがて雁人が裏社会に身を置きながらなお「警察官としての誇り」を持ち続けていることに気付き、更に雁人唯一の親友である彰一にも当初は雁人のような人物を庇い、利用するエリートとして嫌っていたものの、「蝶」への復讐を互いに誓い合っている姿を見て、雁人と互いに信頼関係を築いた。雁人からは「最も信頼できる警察官」と言われており、自身も雁人に対して好意を示している。女の直感でアナからは雁人を巡るライバルの一人として嫌われているが、ちひろとはある事件で共闘したことが縁で仲が良い。
『暁のイージス』において「蝶」から雁人を動かせる人物と見込まれ、捕虜にされるが、「蝶」の最後の攻撃が開始される前にサイードとアスランと共に「蝶」の元から離脱。彼女なりに雁人を理解し、護り屋を選んだ事をサイードとアスランに告げて、二人を「蝶」に離反させるきっかけも造っている。
米内 星美（よない ほしみ）
甲斐彰一の側近の女性刑事で、階級は警部補。性格・風貌ともに清楚な美人だが、自らも相当の捜査力・行動力を持ち、マーキュリー刑務所に潜入捜査に入った彰一を追って雁人の後に渡米した。テロ撲滅作戦で陣頭指揮に立つ彰一の身を常に案じており、ボディガード役も兼任している。
雁人と共に「蝶」を追う余り自らを顧みない彰一を密かに心配し、最終章で愛の告白もしている。
火山 律子（ひやま りつこ）
警視庁公安部外事第3課（国際テロ専門部署）を統率する理事官。小柄な中年の女性で、階級は警視。甲斐彰一よりも下の階級だが、国家の中枢にも顔が利き、対テロ対策においては上司となっている。
警視内閣情報調査室にも顔が利き、テロ犯罪に対しては手段を選ばない姿勢で臨むため、「魔女の婆さん」の異名を持つ。雁人に対しては護り屋になった経緯と真実を全て知りながらも蝶（バタフライ）に付けられた背中の十字の傷を理由に「テロリストになりうる素質を持つ人間の中でも、最も危険な存在」と見なし、甲斐の度重なる説得に全く耳を貸さないほど敵視していたが、海ほたるでの「蝶の軍隊」との戦闘で雁人の護り屋に徹する行動と甲斐の幾度もの説得を受け入れ、雁人の逮捕を撤回する（ただし、雁人に対する認識は終幕まで全く変わっておらず、テロリストを殲滅するためならば警察内外を問わず雁人や、彼に関わる人物を陥れることも辞さないほどである）。
「東京戦争編」では彰一を警視庁公安部に新設された対テロ特捜課のチーフに招聘し、自身は「蝶」が楯に固執する理由を知った上で、内閣総理大臣・花沢の命に従い「蝶」と雁人を追い詰める作戦を展開するも、結局どれも失敗に終わり、最後の手段をして非公式に雁人やジーザス達を「蝶」が占領した空母へ送り込む作戦を実施する。
「国の治安や平穏を守り、テロを根絶する為には悪魔とだって契約する」とまで豪語する信念を持ち、その為には敢えて嫌われ者になる事も辞さない覚悟を持って組織を率いているが、一方で雁人をはじめとした公安では無い人々のテロの阻止と活躍を見せられただけではなく、そうした信念で組織を引っ張ることは出来ても、逆にそれ故に対テロ戦争には勝てないジレンマを解消出来ない悩みも内に抱えてはいる。
葛原（くずはら）
警視庁南新宿署生活安全課の係長で、守渡陽子の上司。階級は警部。事件の際にかなり猪突気味な陽子を諫める事が多いが、陽子の刑事としての姿勢や、護り屋としての雁人に対して理解を示している。その外見や、飄々とした口調とは裏腹に警察官としての職務に熱心で、事件や関係者への対応を巡ってしばしば上層部と対立するように、信義を決して曲げない度胸と覚悟も持っている。
警察関係の人物としては、陽子と組んでいた事もあって比較的登場機会が多かったが、『暁のイージス』では「天使」と同じく出番が無い。
蜷川 真澄（にながわ ますみ）
科捜研の一員。優秀な爆弾処理のエキスパートだが、病的な爆弾（ボム）フリークと云われる少々アブノーマルな性格ではあるが、それはあくまで自分の爆弾研究という趣味であり、警察である立場上、それを製造したり、情報を売り渡すという事まではやらない。
ビースト事件の際に、雁人にビーストの仕掛けた爆弾の解除方法のレクチャーをする。
秋坂 高次（あきさか こうじ）
鞘塚市警察刑事課長で、ジャガーノートに誘拐された大企業家庭の親族となる盲目の少女由美の対策本部の中心となる。当初は雁人に悪人でも守護するという噂から、あまり良い印象を抱いていなかったが、その力量と雁人の過去を知った事に加え、人質救出に全力を傾ける姿勢と実力を認め、協力的となり、一時視界を奪われた雁人の援護に来たちひろとも共同で誘拐犯達を追い詰めていく。

### 「紋章」の戦士
セラ
12、3歳位の少女だが、背中にはやはり十字傷が刻まれている。元々は人身売買により金持ちに売られそうになった所を「蝶」によって救われた過去を持つ。以来、「蝶」を全面的に信頼して「パパ」と呼び、自らの意思で「蝶」に最も近い立場に身を置いている。中性的な容姿の可憐な性格で、一人称は「僕」である。
「蝶」所有の古びた船をねぐらとしていることもあり、後述のアスラン・カディロフを救助し「蝶」の戦士に引き入れた。アメリカ南部の砂漠で楯と甲斐の前に「蝶」達と共に現れ、雁人に「蝶」の宣戦布告のメッセージを伝える。
しかし、東京湾上での最終決戦でサイードの身を挺した行為によって「蝶」への呪縛が解け、瀕死のサイードからジーザスに託される事となる。
ムハンマド・サイード
第19巻の「フゴーの日」から登場した「砂漠の虎」の異名を持つ隻眼で歴戦のイラク人傭兵。屈強な肉体を誇り、小口径の銃弾なら皮一枚しか通さず、筋肉を隆起させることで弾丸を体外へ弾き飛ばすほど。また、銃火器の他によく鍛えられたアラブ風のサーベルを操り、その膂力によるサーベル捌きは雁人の義手をも破壊したほどである。かつてはCIAに雇われ、湾岸戦争で米軍の攻撃ポイントの誘導と連絡によって米側の勝利に貢献した後アメリカ市民権を得たものの、イラク戦争に生き別れの息子の情報を餌に参戦、スナイパー掃討作戦に投入され、スナイパー「スコルピオン」と呼ばれていた実の息子を自ら殺す結果となり、世界に絶望を抱くようになる。その際に左目を失明し、アメリカ軍の攻撃に巻き込まれ、死亡したとみなされ川に遺棄される。その後「蝶」と出会い背中に十字の傷を刻まれる。
左目には義眼を入れ、中には妻へ別れる際渡し、息子が首にかけていたラピスラズリのペンダントを忍ばせていた。ラピスラズリはレイチェルに託し、「蝶」と共に行動するようになってからは眼帯をかけている。
過酷な運命と「蝶」との出会いによって生じた己の中の抑えきれない衝動から、風船爆弾による天然痘ウイルス散布計画「フゴー」を画策。それを阻止せんとする雁人との死闘の末に敗北し、テロリストを憎むレイチェルからも「死ぬ事は許さない」と説得されるものの、断崖から転落し、己の暴走に区切りを付けたかに見えた。しかし、「紋章の戦士」に救助されその一員となり、アメリカで小型核爆弾を回収するため、「蝶」と共に雁人の前に再び姿を現す。
「東京戦争編」では「蝶」に従い行動し、「完璧ならざる世界に対する復讐」を「蝶」に託す考えに変化はないが、彼自身は雁人を倒そうとは考えておらず、せめて、セラだけは助けたいという思いを抱いており、その思いは少年少女を放っておけないジーザスに託される。そして「蝶」の暴走による犠牲が仲間達にまで及ぶのを悟ってアスランと共に「蝶」に離反し、東京を核爆発から守る戦いで雁人の側に付き、戦士として死を選んだ。
アスラン・カディロフ
第21巻「紅き眼」から登場。チェチェン共和国出身のスナイパー。長身で銀の長髪に紅い瞳を持つ女性と見紛うばかりの美男子だが、吹雪の中、肉眼の視力のみで数百メートルの狙撃を必中させる超人的な腕前を持つ。ロシアへの抵抗運動に参加し、北オセチア駐留のロシア兵を毎週木曜日に殺害していたことから、「木曜日の悪魔」の異名で恐れられていた。
少年時代、分離独立を図ろうとした祖国がロシア軍の弾圧を受けた際、爆撃により幼馴染の少女アイーシャを目の前で殺される（それが木曜日の出来事だった）。アイーシャの亡霊に取り憑かれ、復讐鬼と化した。自らを「亡霊に取り憑かれ、死者に支配された人間」と称し、雁人も同じだと言い放つ。
突如として来日したカディロフは、渋谷・新宿にて無差別狙撃殺人を繰り広げ、守渡にも重傷を負わせる。アイーシャの双子の姉・マリーカの依頼を受けた楯はカディロフを止めるべく行動するが、ロシア政府と密約を結びスワロフら元スペツナズの入国と行動の自由を認めた日本警察に妨害される。カディロフと仲間の復讐に逸るスワロフらの破壊活動により、東京はカディロフが望んだとおりの戦場と化す。有明国際展示場での死闘の際、雁人の言葉に心を打たれカディロフは暴走を止めるも、その直後にマリーカがスワロフの凶弾に倒れてしまう。カディロフはマリーカの亡骸を抱えて冬の海に消えるが、「紋章の戦士」の船に救助され、「蝶」の「完璧な世界を取り戻す」という言葉を聞き「紋章」の戦士となる。アメリカにおいて小型核爆弾を回収するため、「蝶」やサイードと共に雁人の前に再び姿を現した。
『暁のイージス』では「東京戦争編」において「蝶」と共に再び日本に現れ雁人と対決するが、その中で「蝶」のことを「自分や楯と同じ亡霊を背負った人間」であると雁人に告げる。同じスナイパーという人種にあたるアンガスとは雁人を巡って対立し、サイード同様に次第に「蝶」の姿勢とやり方に疑問を抱きはじめ、かつて自分が狙撃し、一時は殺しかけた陽子からの檄と説得や、自ら雁人の為にゼロに自分を殺すよう依頼したアナの決意によって、「蝶」と敵対して死ぬ道を選ぶ。
名前のモデルは、連載当時に放映されていたテレビアニメ『機動戦士ガンダムSEED』のアスラン・ザラからとの指摘を多数受けたが、七月は番組を見たことはなく、ロシア連邦チェチェン共和国の政治家アスラン・マスハドフから採ったと単行本21巻のあとがきに記している。
オルガ
『暁のイージス』から登場。メキシコから幾度も雁人を襲撃し、「蝶」の過去を知る人物達を消してゆく謎の少女。見た目は10代の白人の美少女で、首筋に傷跡を残しライダースーツに身を包んでいる。重火器も巧みに操るが、ジャンビーヤに似た宴曲ナイフの二刀流による格闘術を最も得意とし、その身のこなしは銃弾や、ベンのパンチまで軽々と躱すほど。
その正体は「蟷螂」ことアルフレッド・クインの養女であり、素晴らしい声の持ち主で人の心を震わせる歌唱力を持つ少女だった。しかし不慮の事故により声を失った結果、自殺未遂を繰り返すようになり、彼女の悲しみと絶望に目を付けたルーデルに誘拐され「蝶」と出会ったことがきっかけで「蝶の十字架」を持つ戦士となってしまう。
ルーテルの命令でイレーネを殺害し、カザルスをはじめとした警官達や、メサ・コヨーテの者達まで惨殺していき、標的である雁人を苦しめる幻肢痛を起こさせるよう手榴弾などの火焔を用いた攻撃を併用して追い詰めたが、自分を殺さずに守るよう「蝶」の呪縛から解かれるよう雁人に依頼し、彼を庇った養父アルフレッドを誤殺してしまう。そして燃えるセットスタジオからも脱出した後、ルーテルに瀕死の重傷を負わせた後、「蝶」の軍団の一員として暴れ回り、なおも雁人を追って日本でも襲うが、ちひろとの女同士の対決の末に叩き伏せられ敗北。
ちひろはオルガが自分と同種の人間であり、自身の中の暗殺者の本質に葛藤しながら向き合っている自分と違い、オルガが自らの意志でそれを解放したと見抜き感じ取っていた。そして負けを悟ったオルガはちひろに自分の命を絶つ様懇願するが、既に1人の護り屋となっていたちひろはオルガを殺さなかった。
アンガス
「紋章」の戦士の1人で、初老のスナイパー。第25巻の「裁かれる者たち」から、サイードとアスランを伴って、セラ、レビアと共に登場。『暁のイージス』からは「蝶」の手脚の狙撃手となって雁人達を苦しめた。同業者のアスランを「若造」と呼ぶ。5歳の頃にライフルで両親を殺害して以降、雁人ですら感知出来ないほど、微塵の殺気も発生させず狙撃を行う。
「蝶」を狂信的に崇拝しており、「蝶」について行くことは共に死することも厭わないことであると主張する。ゆえに彼自身が「蝶」にとって危険な存在と認識した者に対しては「蝶」の指示を無視してでも独断で行動することが多く、雁人が「蝶」に死をもたらす存在であることを認めていない。そのため、「完璧ならざる世界に対する復讐」を「蝶」に託している点は共通しているもののサイードやアスランとは意見の相違が度々見られ、雁人への憎しみが次第に無くさせた筈の殺気を出させる皮肉な結果となり、最終巻では離反したアスランによって差し違える形で死亡する。
レビア
「紋章」の戦士の1人で、アジア風の長身の美女。接近戦に長けており、ナイフやシミター等を武器にして戦う。
アンガス同様に最後まで「蝶」への心酔と呪縛が解けず、雁人達と戦うが、最終戦争編でサイードに相討ちに近い形で敗れ、道連れに空母乗員を皆殺しにした毒ガスボンベを開いて自決するも、雁人達を殺すには至らなかった。

### マーキュリー刑務所
アルフレッド・ブラガ
マーキュリー刑務所所長。小太りで眼鏡をかけた白人男性。所内を腐敗させて麻薬などを蔓延させ、私腹を肥やしている。ムライの陰謀に加担させられているが、その背景は何ひとつ知らされておらず、ムライに対して反感を抱いている。後にムライに殺害された。
ベルグマン
マーキュリー刑務所の主任看守。腐敗している看守の中で数少ない清廉潔白な人物で、囚人には厳しくしかし公正に接し、時には身を呈して囚人を保護する。同僚から疎まれている様子もある。彰一の身を案じて火山によって密かに派遣された星美に家族の窮地を救われ、刑務所内の彰一と雁人をアシストする役割を持つ。
マロリー
ブラガとベルグマンの部下の白人だが、麻薬常習者の腐敗看守で、ブラガの命令で刑務所内の麻薬を蔓延させ、雁人をはじめとした囚人達から金銭を巻き上げようとしている他、ブラガの命令で、目障りな存在でもあったベルグマンを家族もろとも殺害しようとしたが、駆け付けた星美に射殺される。
コワルスキー
ブラガの部下の白人腐敗看守の1人。真性のサディストで、囚人達を水責めや騒音責めなどで圧迫し、苦しめる事を快楽にしており、何名か死者を出していたが、刑務所内という事も合ってその悪行は刑務所内でしか知られなかった。
だが、ムライの陰謀に巻き込まれ、クラックによって首の後ろを一撃されて殺される。
ロペス
囚人の1人。受刑者の中では最も古株の老人で、刑務所内のことに詳しい知恵袋的存在。食事に出されたリンゴを集めて酒を作っている。趣味はペーパークラフト。人生のほぼ全てを刑務所で送ってきたため、一般社会に適応できなくなってしまっている。
雁人に対して様々な形で助言を行っていたが、所長に釈放を盾に脅迫されて「クラック」と呼ばれる殺し屋となり、雁人の暗殺を目論んだ。それを雁人に許され、その後彰一を救う時間を稼ぐため単身ムライの軍勢に立ち向かい、仲間達に見守られながら息を引き取った。
ベン・シスコ
黒人囚人グループのリーダー。プロボクシング・ヘビー級の世界ランカーだったが、ギャラを横領したマネージャーと浮気していた妻を殴り殺して収監された。粗暴な男だが信義に厚い。黒人グループのリーダーとしての面子にかけて雁人とボクシングで決闘、左腕一本で自分に勝利し、戦いの後で自分のことを信じて正体を明かした雁人と「ブラザー」として兄弟分の契りを結び、マーキュリー内で様々なバックアップを行った。
刑務所の暴動事件終了後、『暁のイージス』でも一緒に雁人に協力したマイク、ホセと共にウリエルから託された「蝶」の資料を手に日本を訪れ、恩返しの意味も込めて「蝶」との最終決戦に挑む雁人のアシストをした。
マイク
雁人に関わる囚人の1人。性同一性障害が原因のいじめに耐えきれなくなり、殺人を犯して収監された。白人の美少年で、男娼としてマーキュリー内で売春を行い、所長の愛人にもなっている。雁人を籠絡しようとした所長に雁人の夜伽を行うよう命じられたが、雁人がマイクがよこされてきた背景と内心の傷を理解し、手を出さずにいたわってくれたことに惚れ込んで協力者となり、刑務所での戦いの後にベン達と共に日本に助っ人としてやってきた。ちひろに嫉妬している。
ホセ
同じく雁人に関わった囚人の1人。中年のメキシカン。雁人の隣の房になったことから、何かと世話を焼いている。若い頃から問題を起こしては刑務所と一般社会を行き来し、その気の弱さから「ビビリのホセ」と名乗っているが、仲間を救うためならば命を懸けることも厭わず、雁人が陰謀に巻き込まれていると知った後も友人として協力している。
パークス
黒人の囚人の1人で、マイクを妾にしようと狙っており、女衒として雁人からマイクを取り上げるため、雁人が懲罰房に入れられた事をいいことにマイクを襲うが、雁人の兄弟分となったベンの前に退散する。
クラウディオ・サルド
イタリア系の老齢の囚人。コーザ・ノストラで武闘派と言われた幹部で、ミケーレ・マドニアの義兄弟でもある。ベンと雁人の戦いから雁人が「アイギス」の後継者であることに気付き、マイクの護衛を依頼した。マイクの姿と、マフィアである自分に反発して家を飛び出し命を落とした息子とを重ねて見ている。マルコという囚人が常に付き従っている。
ジョナサン・ムライ
囚人の1人で、スキンヘッドに髭を生やした日系人の元軍人。過去にムライとトラブルを起こした人間は例外なく変死を遂げているため、囚人内で孤立している。またブラガ所長に対しても対等以上に振舞っている。
かつて軍の命令を受けてアフガニスタンに潜入、親米的な勢力を支援する任務に従事。ムジャヒディンを組織化し一大勢力を構築することでアフガニスタンの混乱を終わらせられると目論んたが、本国の命令を無視し、ムジャヒディンと同一化を遂げ、自らの勢力拡大のためアメリカを脅迫したムライはテロリストと判断され、軍の意向を受けて派遣された特殊部隊に計画を潰され、裏で暗躍していた「蝶」に紋章を刻まれ、マーキュリー刑務所に収監された。「蝶」への復讐のため所内で核兵器を開発、調査に来た甲斐を監禁するなどして秘密裏に4発の核爆弾を完成させた。１発はマーキュリー刑務所で作動させるも雁人に起爆装置を解除され、３発をマーキュリー刑務所から運び出す際、側近ラクスリーの裏切りにあい致命傷を受ける。雁人からの救助を断り「蝶」に利用されたけじめを付ける為にネバダ州の砂漠にて１発を起爆させ自爆し果てた。残る2発は一旦は甲斐たちにより回収されたかに見えたが核爆発の隙に駆け付けた「紋章の戦士」に奪われ「蝶」の手に渡る。

### 2039部隊
1960年代にアメリカ合衆国国防総省が秘密裏に創設した特殊部隊。数々の破壊工作や情報操作を行い、ジョン・F・ケネディらを暗殺したとも言われている。
2039という部隊名は、ケネディの暗殺事件の情報が公開されるとされた年にちなんで付けられたものという。部隊の生き残りの背中には、「蝶」によって刻まれた十字の紋章がある。
ジョナサン・ブレナン
2039部隊隊長。コードネームは「蝶（バタフライ）」。グリーンベレーの元大尉で、国内での任務の途中に拾い上げた男に対して「蟻（アント）」のコードネームを与え、様々な技術を叩き込んだ。後に部隊を捨て石にして自分だけ生き延びようとしたところを「蟻」に殺害され、「蝶」のコードネームを奪われると共に稀代のテロリストを誕生させる直接のきっかけを作ってしまった。
イレーネ・サルドーニ
「毒蜘蛛（タランチュラ）」のコードネームを持つ、近接戦闘のスペシャリスト。部隊が壊滅した後メキシコの裏社会の顔役となり、年老いてからは修道女として町の人々の尊敬を集めている。元「蝶」のジョナサンを現「蝶」こと「蟻」が殺した後、「蟻」に畏怖を抱いて抵抗出来ぬまま、その指揮下に入ったが、その経緯で「蝶」を生み出してしまったことを後悔を常に引きずり続けていた。そうした自分の若き日の過ちを繰り返させない為に、過激思想の若者や人物達を更生させる役割を担っていた。
雁人に対し「蟷螂」を紹介するのと引き換えにレオンを護衛し父親に引き合わせることを依頼、その後自分を殺しにやってきたオルガに立ち向かったものの、オルガに致命傷を負わされ、ロロに看取られ、クインに連絡するよう言い残して息を引き取った。
アルフレッド・クイン
2039部隊の狙撃手。コードネームは「蟷螂（マンティス）」だが、名前とは裏腹に小柄でずんぐりとしたスキンヘッドの風貌。部隊壊滅後、長年に渡りハリウッドに住む者たちを守り続け、ハリウッドにおいては名士として慕われている。
「毒蜘蛛」の紹介で訪れた雁人に対し、「蝶」が誕生した経緯を語って聞かせ、新たな「蝶」となった「蟻」への言いしれぬ恐怖と畏敬のままにその指揮下に入って殺戮を繰り返したものの、イレーネ同様に「蝶」を生み出した事への恐怖と禍根を抱いたままに過ごしてきた。
声を失い行方不明となっていた養女オルガの護衛を依頼、その直後雁人からイレーネを殺したのがオルガだと聞き、雁人を庇ってオルガに殺されるも、彼女を「蝶」からの呪縛を解くよう雁人に懇願。更に「蝶」が自分の意志に従わない雁人に執着する理由を見抜き、それこそが「蝶」に勝てるものかもしれないと思いつつ生涯を閉じた。
フランク・ルーデル
情報工作の専門家。コードネームは「蠍（スコルピオ）」。やや軽薄な感じの白人の美男子と言った風貌だったが、年老いた後は顔の半分が焼けただれ引きつった傷痕が残っている。部隊壊滅後、アメリカ政界や国防関係に強い影響力を持つ闇のフィクサーとなった。HSEの大株主でもある。
「蝶」を誕生させたことを後悔している「毒蜘蛛」や「蟷螂」と違って、「蟻」が「蝶」となってから一貫してその信奉者であり、「蝶」の最大の支援者となった。「蝶」の支援者として雁人を排除しようすとする一方、自分を顧みようとせず雁人に執心し続ける「蝶」に対して激しく嫉妬し、「蝶」をアビスへと収監。その後オルガの逆襲に遭って瀕死の重傷を負い、入院先の病院で「蝶」の過去に関する資料と引き換えに「蝶」の殺害をジーザスに依頼、それを拒絶したジーザスに対し、無理矢理自分を殺させるようしむけて最期を遂げる。
なお、アビスに雁人を収監した際、義手の”クロムウェル”を剥ぎ取ったが、それは刑務所を占拠した「蝶」へと流れて、「蝶」の武器となってしまう。
カシアス・マシスン
「甲虫（ビートル）」のコードネームを持つ、爆破工作の専門家。アフロヘアの黒人青年。作戦行動中に負傷したところを「蟻」こと現「蝶」に救出されるが、元「蝶」ことジョナサンに殺害されてしまう。しかしそれが現「蝶」を生み出す引きがねの一つとなった。

### その他登場人物
橿原 十蔵（かしはら じゅうぞう）
「オールドギース」の異名で知られる日本最高の情報屋。ジーザスが「24」を倒した後、「雁の巣」を娘の七瀬に任せ、世界を放浪していた。旅の途中でシチリア島に赴き、戦友ルッソ・アルラッキと共に、雁人が護り屋としての試練を乗り越えたのを見届けた。その後、アルベルト・ヘスの脅迫により窮地に陥ったゼロを救い、旧友だったカウフマンの教え子のネットワークに呼び掛けてゼロとマリアを匿った。『ジーザス』から引き続き登場し、『砂塵航路』と『死が二人を分かつまで』にも続いて出演。
マリア・カウフマン
東京の、「租界」と呼ばれる外国人居留地で診療所を開いている外科医。20歳前後の若く美しいドイツ人女性だが、その天才的な治療の腕と、患者に対する真摯な姿勢から、「租界」の住人から女神のように慕われている。
ゼロの師匠ルドルフ・カウフマンの娘だが、実はアナと同じく「ゲイザー」の実験によって誕生した、人工的な天才児である。ゼロに対しては恋愛感情を持ちながらも、自分のせいで「無痛症」になったことに対して負い目を感じており、またゼロからルドルフの死に関する衝撃的な事実を告げられ、お互い決別していた。
しかしルドルフの弟子の1人が起こした事件の中で真相を知りゼロと和解、彼の「無痛症」を治療するため共に欧州に渡る。
滝沢 美香（たきざわ みか）
本作品最初の護衛対象である小劇団の駆け出し女優。自分を見初めた相手からストーカー被害を受けている事から、探偵社に護衛を依頼したものの、ストーカー犯人に探偵社の護衛スタッフを殺され、探偵社から依頼のキャンセルを受けた代わりに、イージスの盾であるセイレーンの事を聞いて護衛を依頼し、雁人に犯人であり、自分の被害を取り合わなかった刑事の魔手から救われた。
甲本 洋二（こうもと ようじ）
32歳のシステムエンジニアで、東京三星銀行丸の内本店に勤めていたが、2000年問題から銀行のトラブルによる危機を回避させて救ったものの、上層部からリストラの対象となり、その意識返しで本店コンピュータにハッキングを行ったが、そこで政界への多額の融資をしていた銀行の実態を知った為に、政界と繋がりのある暴力団閻羅会とゼロに狙われる事になり、最初は自分の遡上を全て明かさなかったことで、アナから依頼を拒絶されたものの、ただ一人の家族である娘の美穂の為に生きたいという気持ちを雁人に伝えた事で、子供を失った雁人の護衛対象となる。
榊 草平（さかき そうへい）
「狙撃手のレクイエム」に登場する凄腕の老スナイパーで、闇の世界では伝説的な存在となっていた人物。一時期とある女性に惚れて、2人の間に娘が生まれたものの、再び闇の世界に戻ってしまい、その娘こそ政界や、そこと結びついた大企業と戦う女性弁護士である宮島良子だった。
良子を守る為、これまで目立たない形で守ってきたが、良子を亡き者にしようと企む政界の大物が放った殺し屋のスナイパーが付いた事で、雁人に依頼を頼む事となり、「護衛には殺しは適用しない」という雁人の信念を知り、雁人とは別に自分から娘を守る為に老いた身体に鞭打って立ち向かい、致命傷を受けながらも娘を守り抜いた。長年の狙撃手人生から、敵スナイパーの心理も読めるようになっている。
宮島 良子（みやじま よしこ）
ハーバード大学出の凄腕の女弁護士として名を馳せている女性で、政官財の汚職や不正を暴いていたが、それ故に産業廃棄物施設建設に関わる汚職事件の公判が迫る中で大物政治家が傭った殺し屋に狙われる事となり、榊の頼みで雁人の護衛対象となる。
8年前に死んだ母から、父が居るのを告げられ、そのことで母が苦しんで死んだ事から父を憎んでいたが、自分を狙っていた殺し屋の正体が、事務所の女子であるひとみである事が判明し、そのひとみを始末した榊が父親だと確信するが、瀕死の榊は殺し屋の父親がいると判っては娘の看板に傷が付くとして、「赤の他人だ･･････。」と最後まで娘を気遣っていた。
真島 忠夫（ましまただお）
第2巻「夜を駆ける」での雁人の護衛対象である爆弾づくりの名人で、特に爆弾を使っての犯罪やテロ事件を起こすような凶悪犯ではなかったが、その爆弾づくりの腕を買われてアジア系テロ組織”クラン”に入らされ、クランに利用された事と、それを嫌って決別したことにより命を狙われることとなった。
かつて、母親から激しい虐待を受けた事で感情が乏しくなり、自らを「虚無の住人」と称して爆弾づくりに没頭したが、その母の死をきっかけに爆弾づくりに虚しさを覚え、クランによって倉境市の駅ビルに仕掛けられた自身の最高傑作である爆弾を解除しようと、自分を犯人として狙っていた陽子も巻き込んでいく。
蛇紋（シエウエン）
クランの殺し屋部隊のリーダーで、自らを「ハンター」と、標的を「獲物」と称して追い回し、追い詰めてから殺す猟奇的な長髪の殺し屋。
真島だけではなく、真島が傭ったイージスの雁人をも倒そうと執念を燃やし続け、一度退けられながらも、爆弾処理中の雁人達を襲うが、雁人の機転で真島の爆弾の一部を爆破させられて飛ばされ、そこから尚もショットガンで雁人を狙うが、ショットガンをぶっ放した反動で高所から落下し、転落死してしまう。
西藤 修平 （さいとう しゅうへい）
「灰は灰に…」に登場する日国内で五本の指に入る巨大企業グループ「西藤グループ」の会長で、政財界にも絶大な影響力を持っていた。
自身の権力と利益を得るためにはどんな手段もいとわず、その権力を乱用した政治工作をしてきた事で国会招致が決まっていたが、そこから逃れる為に嘘の急死の報を流させ、海外へ財産を独占して高飛びしようという計画を立てていたが、自分以外の人間を全く信用せず、社員や家族ですら敵だと見なしていたが、末娘の聖にだけは安らぎを求めていた。
雁人とゼロを傭って自分に迫る暗殺の手から、雁人の守り技術と、ゼロの殺し技術の両方での保身を目論んでいたものの、自分を殺そうとする黒幕が聖と博人である事を知るが、2人の子供が自分を殺して死のうとするのに遅まきながら自身の償いきれない程の過ちと罪深さに気づき、絶望してゼロに「自分を殺せ」と依頼するものの、ゼロからも自業自得で、「生きていない死人を殺しても意味は無い」と冷たく突き放された。
西藤 聖（さいとう ひじり）
西藤修平の末娘で、たおやかなイメージの美女。フルートを演奏して父の心を落ち着かせていたが、同時に父から性欲対象として肉体まで求められていた。
雁人には「父は誰も信じない孤独な可哀想な人」と伝えたが、当の雁人には「父親を一番憎んでいるのはあなただ」と見透かされており、腹違いの弟である博人と共に、尚も財産と権力に縋る父の愚かさと暴走を食い止める為に殺し屋達を傭い、博人を撃った父に矢を突き立てて感謝と憎悪の二つの言葉をぶつけ、博人と共に死ぬために箱根山中に消えた。
博人（ひろと）
西藤聖の腹違いの弟の修平の息子。西藤家に仕える妾から産まれた。
西藤の支援を受けて大学まで出たものの、聖と同じく父を憎んでおり、聖と恋愛関係になった時に彼女が、自分の腹違いの姉である事を知って更に憎悪を燃やし、聖の肉体を強要する西藤から姉を解放しようとしたものの、雁人とゼロの妨害によって西藤を殺す事は出来ず、逆に自分が撃たれる。
しかし、聖に伴われ、箱根で共に死のうと瀕死のまま山中へ向かい、雁人は2人の救出に向かったが、その安否は不明のまま、エピソードは終了する。
沢田（さわだ）
西藤修平の近辺をかためる警視庁出身の西藤社員であるボディガード達のリーダーだが、当の西藤からも信用されておらず、西藤が傭った雁人やゼロを「チンピラ」と見下していた。
だが、部下の1人の日下部（くさかべ）が西藤に恨みを抱いていた（ゼロに射殺される）事を見抜けなかったり、警備態勢や状況判断も自身の思い込みだけで動いたりと、その能力はお世辞にも高いとは云えず、博人の投げ込んだ爆弾によって本部毎爆破されてしまう。　
曽田 拓也（そだ たくや）
第3巻の「ナイトフォール」で護衛対象となった8歳の少年で、「天使」の捜査をしていた父親の曽田 恒明（そだ つねあき）巡査が殺されたショックで精神を閉ざし、保護されたものの、警察内に「天使」の息がかかった者達が居ることで、もはや警察では命を守れないと感じた甲斐彰一が、雁人に護衛を依頼する。
事件当日が夜だったことがトラウマとなっていて、夜の闇を非常に怖れて怖がっていたが、雁人に「自分の足で立ってパパの仇を討つんだ」と激励され、護られてきた中で、事件当日の記憶を呼び戻していき、遂に犯人を特定し、雁人と共に追い詰めることに成功する。
吉川署長（よしかわしょちょう）
南新宿署の署長で、陽子と樟原の上司となる。
雁人が南新宿署に拓也と共に自首したことで、引き取りに来た白瀨に受け渡しを拒否して押し問答となるが、それは芝居であり、20年以上前に犯した過ちを「天使」に責められ、そのまま「天使」の奴隷となって、思うままに雁人と拓也を殺そうとするが、雁人と陽子の策に嵌まって正体を見破られてしまう。
白瀨警視正（しらせけいしせい）
警察内で4人の犠牲者を出した「天使」による事件の解決を急ぐよう指示していた警視正。
だが、自分自身も「天使」に感化され、警察内で汚染が進む「天使」の思想を排除しようとしていた曽田巡査をはじめとした4人の捜査員を殺害し、吉川署長とも裏では連んでおり、吉川が失敗した後に雁人と拓也を亡き者にしようとしたが、雁人と拓也に廃ボーリング場に誘い出され、2人の連携によって敗退し、吉川と共に逮捕されてしまった。
霧河（きりかわ）
「仮面の下」から登場する。来島ちひろと野坂亜紀が通っていた名門女子校である聖邦女子高等学校理事で、校長の吉田（よしだ）と、後援会長の山下（やました）と共に学校を運営していたが、裏社会の人間が校内で惨殺され、所持品の銃を奪われた事や、警察沙汰を避ける為に雁人を傭う。
学校の平穏と生徒の安全より、自身の保身しか考えておらず、雁人も体よく利用しようとしていたが、卒業式の日に学校の卒業生でかつ、ちひろと亜紀の母の仇であり、学校を牛耳る聖邦会会長の衆議院議員淡島 祥子（あわしま しょうこ）を亜紀に殺されてしまう。
法間 孝之（ほうま たかゆき）
「暗殺インストラクター」の異名を持つ老人で、射撃、ナイフ、トラップなど、あらゆる殺人技術を教える事を商売としていた殺し屋であり、来島ちひろと野坂亜紀の姉妹に暗殺技術と、戦闘技術を教え込ませ、その能力を開花させた張本人。
わずか三週間ほどで、2人の姉妹が自分の知る限りの暗殺技術をほとんど吸収してしまった事、自分には手に負えない怪物を生み出してしまったショックで身体が衰弱し、ろくに動けない状態となったが、「天使」の影響を受け、ちひろと亜紀の身の上を探りに来た雁人にそれを話した後、2人の事を聞いて回る人間を殺害するよう指令されていて、雁人を道連れにしようと爆弾で自決してしまう。
ジーザスに登場した「暗殺インストラクター」法間亮介との関係は不明。
千堂 加奈（せんどう かな）
聖邦女子高等学校生徒会長の大企業令嬢で、その美貌も成績も校内トップとされている。
依頼を受けて学生僚舎監となった雁人を疎ましく思っていた。聖邦会入りを目論んでおり、園子と卒業式で銃を向け合って殺そうとするが、雁人に阻止される。しかし、それは淡島祥子を殺す為の陽動だった。
木之下 園子（きのした そのこ）
聖邦女子高等学校生徒会副会長で、加奈と同じく、大企業に勤める重役の娘の眼鏡と三つ編みのエリート才女で、成績も加奈に次ぐ。
加奈とは小学校時代からの親友とされていたが、その友情はうわべで、卒業式の時に、聖邦会に入る障害となる加奈を射殺しようとするも、雁人によって果たせなかった。
芝山 美香（しばやま みか）
聖邦女子高等学校生徒会第一書記で、長身の見た目からも判るようにバレー部のエース。さっぱりした性格で関西弁を話し、特に目立つシーンは無かったが、ちひろを除いた生徒会の面々では一番の一般人だった。
氷室 由香（ひむろ ゆうか）
ゼロが主人公である外伝の特別読み切り「ゼロ外伝」のヒロインで、標的を仕留めたものの、その後の敵の戦力を見誤って負傷したゼロを拾った少女。
この名前は偽名であり、正体は「オルカ」の名前を持つ天才的ハッカーで、本名は「カトウ　ヒロコ」という中学生であり、年齢も20歳と詐称している。母が再婚した相手の父親の暴力から逃れて1人で暮らそうとしていて、かくまわれた借りを返す為、ゼロは彼女が見つけてしまった暴力団礼王羅会の資料を探す礼王羅会事務所を壊滅させ、助け出した彼女に対し、「俺はお前の思っているような人間じゃ無い」と吐き捨てて去った。
クラッカーズ
軍人上がりの殺し屋集団で、グリーンベレー出身のロブ・ワッツ元曹長を指揮官とした３人組のグループ。南米系組織から金を持って逃げた男が雁人に護衛されて無事だった為、雁人抹殺の為に組織が差し向けた。
真人と晴美の命日の日に雁人が彰一と共に２人が死んだ病院に赴く事を知り、更に雁人が業火に弱いという弱点を突いて襲いかかったが、神聖な儀式と家族の思い出に浸ろうとした雁人の怒りを買って3人とも返り討ちにされた。
田辺 輝（たなべ あきら）
「禁漁区」に登場した元自衛官で、上官だった海野と自衛隊の同僚達もクランに入ったが、クランの実態を知って逃げ出したものの、クランに入った３人の他、恋人である海野の娘恭子を誤殺してしまった事から海野に追跡されることになった。
骨髄バンクに登録した後、重病である雁人の依頼者から、助かる為に数少ないHLAを持っている田辺が必要だとされ、雁人の護衛を受け、当初は海野に殺される事を覚悟していたものの、依頼者の為に自分を護る雁人に心を動かされ、生き延びる道を選ぶ。自分自身を卑下していたり、殺した恭子のお腹に自分の子供がいた事での自責の念を持ち続けたり、落ちこぼれ自衛官の自分を拾った海野を父のように思っていたりと、根は決して悪人ではなかった。
海野 四郎（うんの しろう）
田辺の元上官。自衛隊の特別戦術研究所で、犬の研究に没頭し、自分が育てた犬たちを訓練して対人兵器にするように仕立て上げる研究に邁進してきた。
そうした犬を使って標的を狩る事で人狩人（マンハンター）の異名を持ち、犬を使った捜索や山狩りなど、正確無比な追跡と攻撃を研究していくうちに、自分自身が狩人と錯覚するほど入れ込み、家庭や周囲に構わずに自身の快楽と研究にのめり込んでしまいった。そうして精神が病みつかれ、娘の恭子が死んでも涙すら出ず、殺した田辺に対しても憎しみより、イージスもろとも狩りたいという欲求が肥大化し、更には殺した愛犬の血を自身の顔に塗りつける異常さを見せるようになった。
手塩にかけて育てて犬たちが雁人の前に敗れ去り、同行していた部下達からも、狩りに執着する姿に愛想を尽かされ、その部下からの銃弾で致命傷を受けてしまう。そして瀕死になったところで田辺に頼んで犬笛を出して貰い、それを吹きながら田辺に「自分のようにはなるな」と言い遺した。
秀英（シュウイン）
「闇の刃」でちひろが一時期厄介になっていた中国人女性。アメ横に住んでいたが、不法入国者であり、周囲には犯罪を働く者達も居た。暴漢に襲われたところをちひろに助けられ、その恩で彼女の世話をしていたが、新田恭平によって無残に殺されてしまう。
新田 恭平 （にった きょうへい）
通信機器大手に勤めていた32歳の男。ストーカー性癖を持っていた為に会社から依願退職処分を受けたところで、「天使」と出会いその歪んだ本性と猟奇性が増幅され、自らネット上で「てんし」を名乗り、メール相手が冗談半分でも「殺したい」と記した人を、依頼を受けたと勝手に解釈し殺害するようになった。
そうした連続殺人を続ける中でちひろの存在を知り、自分と同じように「天使」の影響を受けたと感じた一方、自らは「天使」に相手されなくなったことから、ちひろに嫉妬を抱き、彼女を襲い、殺害することで「天使」の関心を引こうとするものの、雁人に妨害される。
ちひろが雁人に保護されている間に、ちひろが滞在していたアメ横の不法滞在者のアパートを襲撃、秀英含む住人の大半を殺害し放火、その事でちひろの暗殺者としての人格を目覚させ、手脚をナイフで刺されたり銃で撃ち抜かれたりしたが、殺害される間際に雁人に阻止される。自らがちひろに殺害される事でちひろを暗殺者として覚醒させることが「天使」から与えられた使命と考え、「天使」に認められたと狂喜発狂したまま逮捕、病院送りとなった。
染野 比呂（そめの ひろ）
ちひろがアメ横で出会った女子高生。
携帯出会い系サイトで新田とやり取りして、新田に「殺したい相手を3人挙げろ」という誘いに、中学時代に仲が良くなかった同級生の清音（きよね）と、自分を振った彼氏と母親を出し、母親以外の2人を殺された事から恐怖を感じ、自殺しようとしたところをちひろに止められるものの、ちひろと会った時に「てんし」の事を打ち明けた罰として新田に襲われ、その恐怖からちひろの素性を漏らしてしまう。
島田 澄子（しまだ すみこ）
セイレーンに来たOLで、染野比呂と同様に新田と携帯出会い系サイトで会い、新田によって殺したい相手3人として、気が合わない同僚の中田 静子（なかだ しずこ）と、ストーカーのような上司の林 浩二（はやし こうじ）に、喧嘩した恋人の畑野 義雄（はたの よしお）を挙げたが、新田が中田と林を殺害した事で、残った畑野を殺されないよう依頼する。
御厨 亨（みくりや とおる）
「銃爪」に登場する14歳の私立中学に通う中学生。現在は叔父夫婦の基で暮らしており、両親を亡くして姉と共に暮らしていたが、8年前に姉を竜崎に惨殺され、その復讐のために「雁の巣」を訪れ、銃を買いたいと申し出るが、ゼロから銃の撃ち方を教わる事になる。
雁人に妨害され、竜崎を殺せず、逆に竜崎に捕まってナイフでの斬り合いをさせられるが、ゼロから教わった事を応用して竜崎を追い詰めたものの、殺そうとした時雁人から、「お前まで汚れるな、俺達のように…」と制止された。
竜崎 哲夫（りゅうざき てつお）
雁人の護衛対象の35歳元医師で、20代の女性ばかりをナイフで殺す猟奇的な性格で、14人も殺したものの、不起訴処分となり、弁護士の岡の勧めで雁人を護衛に傭うが、サイコパスであるばかりではなく、新型麻薬”フューリー”の発明者であり、雁人はそれを探る意味もあって、その探査目的を隠して依頼を受けていた。
雁人を罠にかけた岡を殺害した後、亨を被害者女性達のようになぶりものにしようとするが、亨の思わぬ逆襲に敗退して破滅して発狂し、挙げ句に契約が切れた雁人によって壁に叩きつけられる。
岡（おか）
竜崎の弁護を引き受けた弁護団の弁護士で、表向きにはどのような悪人であっても弁護を行い信念を持っているようにみせたが、実際はフューリーの製法を手に入れて、それを依頼者やスポンサーに高く売りつけようと考えていた悪徳弁護士。
雁人の義手にワイヤー式のスタンガンをぶつけて麻痺させたが、その直後に竜崎に殺されてしまう。
久石 美春（ひさいし みはる）
「復讐の女神」での雁人の護衛対象であるトップモデルで、”パーフェクトビューティ”の異名を持つが、この名前は偽名で、戸籍上には存在しない。
本名は野村 則子 （のむら のりこ）というが、幼少時には父にレイプされ、母には虐待されるという悲惨な生い立ちだった。しかし、同じ事務所の所属モデル3人の持っていた顔の一部分（眼、鼻、唇）を移植された成形手術を受けており、そうした事で超有名モデルとなったもののの、3人を犠牲にした罪悪感故に自らの正体を隠して「ネメシス」を名乗り、所属事務所の対立相手のスポンサーである竜門幇が放つ殺し屋の稜に殺される事を望んでいたが、雁人の護衛を受けていく間に少しずつ考えを変えていく。
劉 伊健（リウ・イーキン）
最古にして最大の中国系秘密結社「竜門幇（ドラゴン・ゲート）」の当主。十代の若者でありながら、何十年も闇の世界に君臨してきた者の風格を漂わせる。自らも優れた暗殺者（狙手）だが、昼間は普通の高校生として新星高校に通い、日本語にも堪能であり、見た目はごく普通の高校生で狙手や組織の当主である雰囲気はまったく無く、また一般的な住居に2人の使用人の少女燕（イェン）　蘭（ラン）と共に暮らしており、その生活に幸福を感じている。級友とも仲良く中でも野々宮亜紀とは親友でもある。しかし幼少期からの訓練によるマインド・コントロールで、夜は自らの意志をも離れて組織のために活動する非情の暗殺者となる。また組織内で対立する異母兄弟達に日本人の母親を人質にとられており、当主の座を狙う兄劉丹（リウ・タン）の策略で高校の同級生の少女、野々宮亜紀の暗殺を命じられる。
伊健は通学時の格好のまま突如セイレーンを訪れ楯やアナを驚かせ、雁人に“自分から”その野々宮を護る依頼をして雁人と戦った後、雁人と共に護り切る。その後、伊健は「自らの意志で竜門幇を支配する《真の竜》になること」を決意し、姉を殺害後、クリスマスの夜に野々宮に雑踏の中でぶつかった振りをして別れの印としてプレゼントを忍ばせた。
その後、「伊藤 健介」として藍東学園の養護教員となる。そちらでの活躍については『JESUS 砂塵航路』を参照。
黄爺（ホワンイエ）
竜門幇の執事で、劉伊健を補佐している。
雁人を見くびっており、美春に迫る暗殺の手に、竜門幇が関係していると見抜いた雁人が竜門幇に美春を連れて乗り込んできた際に、劉伊健を騙って現れたが、簡単に見破られ、脅しにも屈せず、稜との対決に勝った雁人の力を見せつけられる事となる。
稜・孟幻（レン メンシュアン）
竜門幇の殺し屋の1人で、銃だけではなく、様々な暗器を使い分ける。野獣のような容貌で、自分の容姿にコンプレックスを持ち、自らを醜いと自覚していた。
ネメシス（美春）から依頼を受け、美春を殺す為に、雁人に三度にわたって対決したものの、結局敗れ、爆弾で自決する。
ビーノ・マルケーゼ
ミケーレ・マドニアの甥にあたるコーザ・ノストラの一員で、スチレット（シチリア式短剣）の達人。
しかし、叔父を疎ましく思っており、アナを可愛がっていたミケーレからも嫌われていた。そして自分がコーザ・ノストラのボスになる邪な願望と、アナを取り戻したいゲイザーと利害が一致し、ゲイザーと組んで度々ミケーレだけではなく、ルッソの料理屋にも嫌がらせを行い、ミケーレに重傷を負わせ、彼を庇うルッソを射殺するが、護り屋として開眼した雁人のアナのコンビネーションの前に敗れ去る。
辻野 小夜子（つじの さよこ）
第6巻「硝煙と老女」に登場する依頼者の老婦人。雁人に護衛を依頼するも、雁人にもアナにも依頼内容がウソである事を見抜かれていた。
12年前に息子夫婦の忘れ形見の孫の明雄と暮らしていたが、明雄が持病の喘息の発作を起こし、救急車で病院に向かうも、途中に園山一平による救急車狩りに巻き込まれて措置が間に合わずに死んでしまう。裁判では園山が一転してアリバイが認められ無罪となったため、その後12年かけて証拠を探し続けていた。近所のコンビニの防犯ビデオに犯行当日に園山が映っていたビデオテープを入手、ガンが転移し残り少ない命の中で、孫の無念を晴らそうとする事に加え、園山が傭った菱沼に狙われた事で正式に雁人の護衛を受け、ビデオテープは菱沼の襲撃で焼失したものの、園山の悪事を暴き、破滅させた。
園山 一平（そのやま いっぺい）
元暴走族リーダーの政界大物の息子で政界のプリンス、父親の権力を背景に暴走族で暴れ回り、問題を起こしても常に無罪放免にされていた。
搬送中の救急車を狙い、追いまわし妨害することで患者を苦しめ、死に追いやるというゲーム「救急車狩り」を繰り返していた。
失敗したり、自分を諫めるように進言する部下を気分だけで容赦なく切り棄てる酷薄でかつ残忍な性格で、その鬼畜さは12年前から変わらず、自分の悪事を暴いた小夜子を亡き者にしようと、殺し屋の菱沼を雇い、雁人と小夜子を狙うが失敗、尚も懲りずに殺そうと狙うものの、再度返り討ちにされて重傷を負って病院に搬送されるはずが、その救急車に乗っていたクビにした菱沼の手にかかり、因果応報の報い（生死は描かれていない）を受ける。
菱沼（ひしぬま）
園山が傭ったプロの殺し屋で、見た目は貧相な出っ歯の狐眼男に見えるものの、プロだけに腕前もかなりのものとなる。オートマチック式の銃で、小夜子と雁人を襲撃し、小夜子が手に入れたビデオテープの破壊には成功するが、雁人と小夜子を殺すには至らなかった。
そうした失敗と、雁人の挑発に乗った園山からクビを宣告されるが、12年前の救急車狩りで小夜子の孫と共に犠牲になった当時のレスキュー隊員の母から、園山に自分が起こしたゲームを味わわせて欲しいという復讐の依頼も受けており、雁人達からの報いを受けた園山を救急車狩りを模したやり方で始末する。
”天使”を信奉しており、雁人と別れる際に、自分の主人（「天使」）が雁人に興味を持ち、会いたがっている事を告げた。
野々宮 亜紀（ののみや あき）
第7巻「竜の紋章」のヒロインで、劉 伊健が日本で心を開いた女子高生で、母は既に亡く、卒業後は中国で働く父の元に行こうと中国語の勉強をし、伊健からも習っていたが、父が務める東国建設が中国でのビジネス取引で、竜門幇の怒りを買った事で、中国支社に勤めていた父の絡みによる報復と、伊健を劉一族から追い落とそうとする兄の劉丹によって狙われる事になった。
伊健はマインドコントロールが掛かっている間の自分が制御出来ないことから、雁人に彼女を護るよう依頼し、亜紀も伊健に好意を持っていたようで、彼女も又、雁人に伊健を助けて欲しいと依頼する。
劉 玉芙（リウ・イフー）
劉 伊健の姉で、一族の発展の為、日本の闇社会にも内通している美女。伊健に幼い頃からマインドコントロールを施しており、劉一族の跡取り争いに際し、伊健を次期当主に就かせ、自身は竜門幇と伊健を背後から操ろうと、伊健の母を人質に暗殺を行わせ、亜紀を狙わせる筋書きにも絡んでいた。
だが、雁人によってその目論見は崩れ、事件解決後に、母の死を知った伊健に射殺される。
猿老（ユアンラオ）　虎王（フーワン）
劉丹が傭った2人組の殺し屋で、伊健暗殺の為に差し向けられた。猿老は5歳の時に始めて殺人を犯して以来、竜門幇の為に70年近く暗殺者を続け、円月輪のような刃物を用い、虎王は巨漢で、薬物によって痛覚を消され、雁人の義手さえ切り裂く青竜刀を振り回す。
伊健を狙って雁人と伊健相手に戦うが、虎王は雁人を苦しめるも、倒された後に雁人を巻き添えにしようとして自爆し、猿老は伊健との対決の末に「真の竜におなり下さい」と言い遺して敗死。
中山 悟（なかやま さとる）　中山 双葉（なかやま　ふたば）
「夜の声」に登場した元警察署長中山の子供達である兄妹。父親を事故で失い、ワイン会社の実家の母をもその後に再婚した大杉が来た後に、野犬に噛まれて死亡、それ以降大杉を犯人と怪しんでセイレーンに護衛依頼を出し、兄妹で悪戦苦闘と恐怖との戦いの末に、雁人に護られ、大杉の悪事を暴き出した。
セイレーンの番号は、病院で療養中のちひろと出会って、彼女から聞いて知ったものだった。
大杉 智文（おおすぎ ともふみ）
長野県警の刑事課長で、中山の後輩と名乗って善人面を装って中山家に絡むようになり、中山を事故死に見せかけてブレーキオイルを抜いて事故死させた後、妻の実家の資産を狙おうと悟と双葉の母にも手をかけて、犬の顎を模した凶器によって殺害した刑事の風上にも置けない悪党。
悟と双葉も殺そうと別荘へ逃亡する2人を狙うが、雁人によって2人は救われ、携帯電話の録音機能で自らの悪行を暴露した事で逮捕される。
ライラ
元FBIのアーネスト・ロイドが、NYの「グラウンド・ゼロ」跡で出会った中東系移民の少女。両親がアメリカ軍に殺害され、自らも暴行を受けた際に負傷し口がきけなくなった。「蝶」に見いだされ十字の傷を刻まれ、アメリカ軍が使用した劣化ウラン弾を削った粉末をニューヨーク市内で散布したことでテロリスト「911（セプテンバーイレブン）」と呼ばれるようになった。
彼女との触れあいでロイドは精神的に再起する。ロイドは彼女の目的と過去を知った上で彼女を救おうとしたが、その死を見届ける結果となる。その後ロイドは彼女の形見である蝶のブローチを預かり、警官でありながらライラと同じく「蝶」と出会い、闇の世界で生きる雁人を見極めようとする。
マーティン・リガーディア
FBI捜査官で、「テロ・ハンター」ことアーネスト・ロイドの後輩。新米時代からロイドの下につき、現在では捜査チームを指揮するチーフだが、「9・11」と名乗るテロリストの捜査のために既に退職していたロイドを頼った際、かつての覇気を失い失意の日々を送るロイドの姿を見ることになる。
『暁のイージス』にも登場。米国内での「蝶」のテロにチームを率い対処にあたるものの、不測の事態に苦慮している中でやってきたロイドに助けられた。
ビースト
「黙示録の獣」を名乗るテロリスト。本名：セルゲイ・葛城・オルソリッチ（セルゲイ・かつらぎ・オルソリッチ）。日系ユーゴスラビア人、元軍人かつ神父。銃と爆弾、ナイフの取り扱いに長け、オートマグを二丁拳銃で使いこなす。ボスニア紛争で避難民の待避所となっていた自分たちの教会が誤爆され、避難していた子供たちが殺された事が政治的理由で黙殺、そんな世界に絶望し、元軍人だった経験を活かしてテロリストとなり、”天使”に出会い影響される。”天使”の事を「世界で最も純粋で悲しい魂をもった人間」「嘘が許せない人間」と評している。
警視庁内カルト組織”天使”メンバーを連続して殺害、胸にメッセージを刻んだ。ベストの形状で、引き剥がしたり、走り続けないと爆発してしまう爆弾で拉致した”天使”メンバーの刑事達を殺害したが、雁人を信じ自ら爆弾ベストに着込み走り続けたちひろと、雁人との連携と信頼の前に敗れ去る。
フィー・葛城・オルソリッチ（フィー・かつらぎ・オルソッチ）
ビーストことセルゲイの妹で、凶行に走る兄を止めようとゼロに兄の殺害を依頼していた。しかし、雁人によって兄が”天使”の呪縛から解かれるのを見届ける。
板東（ばんどう）
公安の警部で、ビースト事件の際に彰一に、部外者の護り屋の雁人を傭った事に反対意見を述べていた。
実際は警察内で”天使”の息が掛かったグループの一員で、警視庁での動きをビーストにリークし、他にも沢崎、野村、城戸、垣内、山内、島津といった警部補、警察署員で構成されており、かつて警察内で犯した罪と資料を”天使”とビーストに握られていて、それを処分しようとビーストの殺害を目論むが、返り討ちにされ、板東は爆弾で死亡。残った者達も、ある者は惨殺され、ある者は爆弾入りベストを着せられて走らされた挙げ句、爆死してしまう。
村野 あずみ（むらの あずみ）
第9巻「扉の向こう」に登場するちひろのアパートの同居人の女性漫画家で、「飛鳥（あすか）ひとみ」というペンネームで、「月刊デイジー」で執筆していたものの、手がけていた作品の連載が終了した後、勝手に身に覚えの無いインターネットの自分の公式サイトを立ち上げられ、暴力沙汰で作品を自分達の望むように強要するストーカーファン集団に脅かされ、ちひろとセイレーンに助けを求めるものの、アナからは依頼を断られ、ちひろが単身守ろうとするものの、事件の黒幕である溝口にちひろを倒され、絶体絶命の窮地に陥るが、アナの話を聞いて駆け付けた雁人に救われた。
溝口（みぞぐち）
ちひろと村野のアパートの同居人女性で、目黑川病院の放射線科に勤めていると称しているが、その正体は”天使”に触れた事によって残酷な猟奇殺人癖に目覚めた偏執的殺人鬼で、「鈴木ひろみ」、「沢口綾」という偽名を語りながら、行った地域の人々に麻酔をかけ、メスで切り裂いて殺害した後に姿をくらまして、各地を転々としていた。そして、彼女の正体を掴んだアナは、それを理由に村野の依頼を断っていたが、その為に村野はちひろと共に狙われる事となる。
村野の偽の公式サイトを立ち上げた張本人で、サイトに書き込むファンの「ミカエル」と名乗って悪質ファンを煽り、それに苦しめられる村野を受け止めるように安心させ、油断した村野とちひろをダウンさせ、殺そうとしたが、雁人に阻止される。
船木 和子（ふなき かずこ）
第9巻「奪回者」での大企業宗形グループ前会長の宗形正也の愛人で、由美の母親。
財界との繋がりの結婚で、家庭環境が恵まれなかった宗形にとって、彼女と、彼女との間に出来た娘由美は、大きな安らぎとなったが、その死後に由美が盲目となり、更に宗形が財産の相続権を和子と由美にした為に、それを良く思わないグループ内から敵意と悪意に晒される不幸に見舞われる事となり、由美の救出のために雁人に依頼する。
船木 由美（ふなき ゆみ）
宗形正也と船木和子の娘で、父親と母親の愛情を受けて育ったものの、9歳で急性緑内障にかかって失明し、大好きだった読み書きが出来なくなって絶望していたが、引退した盲導犬リーブに付き添われることによって、次第に性格が前向きになっていき、盲学校にも通うようになっていった。しかし、そこの担任教師が流した情報によってジャガーノートに誘拐され、点字で脅迫文を送りつけられるよう強要されるが、それがジャガーノートに行き着く手がかりとなった。
リープ
船木家に飼われている盲導犬で、既に盲導犬として第一線を退いていたが、由美が失明した時にその相手となり、彼女に献身する行為によって、次第に由美は立ち直っていった。
由美が誘拐された時、雁人と共に由美の救出に向かったが、犯人グループと殺し屋達の悶着に巻き込まれ、CNガス弾で一時的に失明した雁人の先導を務め、由美と犯人の匂いを辿って遂に行き着く事に成功する。そこで犯人グループの銃撃を受けて負傷するが、時間解決一ヶ月後には回復した。
雁人は危険を顧みず、由美や自分を助けてくれたリープを「戦友」と称した。
宗形 政彦(むなかた まさひこ)　宗形 正二(むなかた しょうじ)
宗形正也の正妻との間に産まれた息子兄弟で、その血筋で自分達を「宗形グループの正統な跡取り」と称しているが、実際は自分達の保身しか考えておらず、生前宗形が遺した莫大な財産と相続権を和子・由美親娘から、奪い取ろうと目論んでおり、彼女達の前でもそんな慇懃無礼な態度でも隠そうとしないばかりか、犯人グループを挑発するように和子を無視して警察を呼び込んだ。
そしてジャガーノートによる誘拐にかこつけて殺し屋を傭って、誘拐犯グループもろとも邪魔な由美を始末しようとしたが、雁人の奮闘で由美は救出され、逆に自分達の悪行で墓穴を掘ることになる。
ジャガーノート
日本国内に誘拐をビジネスとして定着させるべく暗躍するプロの誘拐犯。民族風の奇妙な仮面で素顔を隠しており、誘拐計画の企画立案を行う知能犯。だが、組織が未成熟であるため陣頭指揮をとる。事件に関わった雁人に興味を抱く。
痩せ型の男で高い戦闘技術を有しているわけではないが、先天性の特殊な皮膚疾患のため指紋・掌紋がまったく無いだけでなく、医者から二十歳まで生きられたらよいとまで言われ、余命少ない自分と冷たい世間に絶望し、生きた証を立てようと犯罪に手を染めた。
二度目の対決の時、「人質の安全は守る」という哲学は堅持し、命に関わるような重傷を負いながらも雁人と取引を続け、身代金を持ってきた雁人の前で、誘拐事件に絡んだ暴力団様似組に情報を横流ししていた牛山警部補によって射殺される。
間宮 里佳子（まみや りかこ）
第10巻「人形の家」に出てくる間宮屋敷に住む老婦人。夫であり、障害となる者を排除するには暗殺も辞さない非情な実業家だった間宮 康明（まみや やすあき）の死後、自分の娘と称する「雛子」と呼んでいるビスクドールを護衛して欲しい依頼を雁人に与えるが、その娘とは、かつてヒトラーを暗殺する為に人形師クレマンが製作した人形の模造品の自動人形（オートマタ）であり、人形によって人生を狂わされた事によって、ゼロをはじめとした殺し屋を呼んで自分を殺したいという願望と、人形である娘を守りたいという双極性の分裂症を患っていた。
野村 孝次郎（のむら こうじろう）
見た目は冴えない風体の老人に見えるが、実際には間宮里佳子に傭われた殺し屋の1人。70歳を超えようという年齢であるにも関わらず、「決して背を向けてはならない」と警戒される程の老練の殺し屋。にこやかな口調で相手を油断させ、トランクに内蔵した機関銃と、老齢にも関わらず人1人絞め殺す事も訳ない強靱な腕力を武器としたが、雁人に負けて退き、逃亡際に「他に3人（1人はゼロ）の殺し屋が狙う」と告げたが、続く女の殺し屋も雁人の返り討ちとなった。
矢木 春景（やぎ はるかげ）
間宮家と関わりがある老人形師。里佳子と不倫の恋仲となり、2人の間には子まで生まれたが、その事で間宮に生まれた赤子を殺されたばかりではなく、強請られて、間宮が戦後、フランスで購入したビスクドールの製造を手がけさせられた。その人形は全て自動人形であり、間宮にとって目障りとなる人物を殺す暗殺道具として用いられていた。
ちひろに真実を語った後、里佳子から渡された毒薬で自殺を図るが、ちひろの対処で一命を取り留めた。
はるな　なつき
「精霊流しの夜」に登場。晴美と雅人の墓参りに来て、彰一の父親に冷たくあしらわれ、終バスに乗り遅れた雁人の前に現れた和服姿の双子の姉妹。
はるなは重い心臓病である妹のなつきを護って欲しいと雁人に告げて、雁人はその依頼を受けて、病院を襲撃する武装グループから姉妹を護るが、その直後に彼女達も武装グループも消えてしまい、居眠りをした雁人には夢の中の出来事だったように思えたが、依頼の報酬として受け取った櫛は、実際に雁人のポケットの中に入っていた。
カルロス・エスコバル
「今宵、炎の河を渡れ」に登場した南米コロンビアに本拠を置く麻薬カルテル“蛇（セルピエンテ）”のアジア圏担当幹部。元FARCの闘士で80年代は実行部隊として活動していたが、組織の方針変更と共に疎外され、兄のロベルトと共にアジア圏に追いやられた。
ロベルトの仇（実際にロベルトを殺害したのはジーザス）をゼロとみて、ゼロを七瀬や、護り依頼を受けた雁人もろとも追い回し、遂にはマリアを人質に取って自爆しようとしたものの、マリアに手をかける前にゼロに殺される。
ブッチ
「租界」に住む大柄な黒人男性。陽の当たる世界から疎外された気持ちが強い故に、外から来た人間に敵意を剥き出しにするが、自分を救ってくれたマリアにだけは「ドク・マリア」と呼んで、尊敬と親愛の情を向けており、彼女に害を与える者は排除しようとするだけではなく、自ら命を捨てる事すら厭わず、アルベルト・ヘスに連れ去られたマリアの救出を雁人に頼み込む。
ウォルター　スタリー
雁人がセル・ビエンテとゼロの対決の事件後、七瀬から報酬として受け取ったディスクの映像の中に登場した「蝶」を調査しているBI捜査官の男女コンビ。米軍のマイロ中尉の手引きで、アリ・ハジムと出逢い、「蝶」からのメッセージと、ハジムの自爆から逃れながら映像とメッセージを収める。
名前とモチーフの由来は『X-ファイル』の主人公とヒロインパートナーから。
アリ・ハジム
「蝶」の崇拝者であるアフガニスタンのテログループの人物で、ウォルター、スタリーに、2年前に始めて「蝶」と出逢い、そこで「蝶」が世界中にテロの因子を放った事を話す。更に2人に出会う三週間前に再会した「蝶」にアメリカに対し「自分達の国を攻め込むなら、テロで応戦する」というメッセージを伝えるよう頼まれ、それを伝えた後に、爆弾で自決する。
原口 香保（はらぐち かほ）
第11巻の「目撃者」に登場。十五歳の区内私立女子高一年生。ボーリング場で親に内緒で仔猫を養っていた時、竜門幇と蛇の抗争に巻き込まれ、麻薬組織同士の殺し合いを目撃した事でPTSDとなり、入院した病院でも爆弾テロの脅威に苛まれたり、偽刑事に拉致されかけたりという災難に見舞われる。事件のショックから「背中に傾いた大きな十字傷の男」という記憶だけが鮮明にこびり付き、香保への警察上層部の扱いに不信を抱いた陽子は、雁人に彼女の護衛を依頼する。
そして、記憶が次第に回復し、その十字傷の男が、自分を救う為に戦って、組織の人間達を抹殺した事を思い出す。その男こそ、伝説と化した殺し屋ジーザスであり、その意味では雁人とジーザスの初対面のきっかけも造った人物でもあった。
鈴原警視正（すずはらけいしせい）
竜門幇と蛇の抗争事件の際に指揮を採った捜査一課の警視正。ボーリング場の事件を麻薬組織の抗争事件と独断で決めつけ、南新宿署の捜査に介入し、陽子を捜査から外した。警察内でも政界の陰部と繋がりがある黒い噂の人物とみられていた。
その正体はかつてジーザスが壊滅させた日本政府内カルト組織”24”の残党の1人で、組織を再生させようと竜門幇と蛇の資金を横取りしようと目論み、その現場を目撃した香保の抹殺をしようとしたものの、雁人とジーザスの活躍によって正体が暴かれ、逃げ道が無くなり、自決も出来ないところで、ジーザスからの狙撃で始末される。
なお、この狙撃シーンは『JESUS 砂塵航路』でも流用されて描かれている。
串田 琴音（くしだ ことね）
「籠城」のヒロインの中学三年生。世の中を斜に構えて見る傾向が強く、特に弱者には高圧的で、強者には媚びへつらう大人に対して嫌悪感を抱いていた。
友人達との約束をすっぽかされたラウンジで、箕浦の人質立て籠もり事件に巻き込まれ、その場に居合わせた雁人に対しても嫌悪感を隠さず、一時は唾を吐いていたものの、逆に雁人から励まされ、途中から元SATの雁人が自分達を護るために箕浦と向き合って、自身にのみ憎悪を向けるようにしていた事を知り、最後には心を開く。
箕浦 三郎（みのうら さぶろう）
かつてSAT時代の雁人が班長として参加したカルト教団壊滅作戦で、テロ組織化したそこに所属していた三十二歳の強盗殺人犯。重度の覚醒剤中毒者で8人を殺害した後に、ビルの展望ラウンジのレストランに立て籠もり、盗み出した工業用ダイナマイトを身体にくくりつけて警察に手出し出来ないようにしていた。
だが、警察から密かに依頼を受けた雁人によって、注意を全て元SATであり、自分の組織を潰した雁人に憎悪が向くように仕向けられ、遂には雁人の術中に嵌まり、雁人以外の人質を全て解放した後に、雁人のみを人質に逃走用ヘリを要求するが、既に死人を名乗っている護り屋の雁人は最早人質だと警察には見られてはおらず、完全に孤立したところで、雁人の一撃を浴び、動転して銃身の潰れたライフルを暴発させ、それが盗んだ爆弾に引火して火葬される末路を辿る。
革命の女王
第12巻「静かなる夜の中で」に登場するアナをさらったこの通名の女性テロリストで、本名と素顔は伏せられている。
かつてアラブやレバノンで革命闘士として名を馳せていたが、時代に取り残され、やがて暗殺や誘拐などの闇の商売に手を染めるようになっていた。そしてとある国家規模の巨大組織（ゲイザーの可能性もある）から、アナを拉致するよう依頼され、雪崩の危険がある立ち入り禁止の山小屋に立て籠もったが、さらったアナにかつて捨てた娘の面影を見て可愛がっていくうちに次第に彼女に愛情を覚えはじめ、雁人からアナが生前母が出した最後のなぞなぞの答えを見つけようとしている事を知った後、雁人にアナを返し、組織の一団に射殺されるものの、山頂にしかけた爆弾を爆発させ、雪崩で組織のグループを道連れにした。
アナも彼女の事を「お母さんのように優しい」と述べていたように、その死を悲しんでいた。
藤堂 義明（とうどう よしあき）
元関東軍将校で、藤堂ケミカル社長であり、戦後はベトナム戦争で米軍に薬物を売り渡して財を成した日本政治の暗部の一部だった老人で、政財界の妖怪として君臨し、かつてジーザスと敵対していた24にも多額の出資しており、その頃から政府へも大きな影響力を持っていた為に、彰一ら警察も手が出せずにいた。
”天使”に心を奪われ、自ら”天使””への愛を証明する為に脚を切り落としたが、薬物による日本裏社会支配の為に少女達を拉致し、薬漬けで洗脳して兵士に改造したり、暴行を働いた後に「狩り」と称し、少女達を敷地内で追い詰めて射殺するハンティングを関係者達に勧めていた。しかし、”天使”と雁人の怒りに触れ、更に亜紀の逆襲と、腹心のボディーガード辻の裏切りによって死亡する。
畑山（はたけやま）
藤堂の私用弁護士で、陰険そうな眼差しの眼鏡男。護り屋雁人の他、政財界の要人との取り次ぎ役も兼ね、そうして藤堂の悪行の加担と補助を行っていた悪徳弁護士。しかし、ちひろを救出に来た雁人と亜紀によって計算を狂わされ、亜紀に友子とかなえが逃がされ、藤堂を見限って逃げようとしたが、辻に殺される。
神野 友子（じんの ともこ）
「天使の鳥籠」に登場した元レディースのリーダー。藤堂一味に拉致され、亜紀やかなえにも冷ややかであり、2人と共に慰み者にされそうになっていたが、亜紀は彼女達を守る為戦い、救った後に、囚われたちひろを救いに向かう。
麻生 かなえ（あそう かなえ）
同じく藤堂グループに囚われた援助交際をしていた不良少女。友子や亜紀と共に藤堂の餌食になろうとしていたが、亜紀の機転と能力に救われ、襲撃者を撃退した後に、敵地に再び向かう亜紀への感謝と友情を口にしていた。
相良 清彦（さがら きよひこ）
元藍空医大精神科研究所の教授で、「天使」を藤堂義明に売り渡した張本人。「天使」を調べ、彼女がハウザー病である事を突き止めたが、口止めと研究料として、藤堂から多額の出資をして貰っていた。そして天使が藤堂の元から抜け出し、次々と犯罪を生み出してしまった事を後悔し、それを打ち明けたアナに研究資料を渡し、アナからは自決用の拳銃を渡される。
辻（つじ）
藤堂のボディガードである巨漢で、藤堂の命令でその意に反する相手を躊躇いなく殺す。『JESUS 砂塵航路』に登場する特殊戦闘集団”ナイトゴ－ンズ”の出身者で、その身体能力は雁人にも引けをとらない。
しかし、自身もまた「天使」の信奉者故に、藤堂が雁人に追い詰められた際に、藤堂を裏切って撃ち、雁人を殺そうとするが、その信奉していた「天使」に射殺される。
加納 俊作（かのう しゅんさく）
第13巻「さらば追憶」に登場する高校教師で雁人の恩師。天涯孤独の孤児という境遇が原因で荒んでいた雁人を、命懸けの説得で更生させた。定年退職後、教え子である眉村の護衛を雁人に依頼する。かつて自分自身が原因でかつて5歳の息子を死なせてしまったことがあり、そのため家庭の事情で非行に走っている教え子を見過ごすことができない。そして護り屋になった雁人の事を知り、雁人に退職前に受け持った生徒眉村の護衛を依頼する。
その正体は竜門幇に敵対するグループに属し、かつて中国一の殺し屋だった「修羅王（シウルオワン）」と呼ばれた男で、現在も殺しの腕は鈍ってはいないが、それ故に苦悩を未だに抱え、教え子雁人もまたそれを漠然と理解している。
眉村 宏明（まゆむら ひろあき）
加納の教え子で、林沢東の覚醒剤売買によって父親が廃人にされ、その恨みで林を襲撃するものの、殺害するには至らず、逆に退学し、更生施設に入れられてしまい、そこを脱走して尚も林を狙う事を加納に突き止められ、そして雁人から許芳鈴を護って逃げるよう伝えられ、彼女を連れての逃避行の中で、加納が云っていた復讐の意味と疑問、問題に向き合っていく。
許 芳鈴（ウー・ファンリン）
修羅王こと加納とかつて義兄弟の関係を結び、竜門幇と敵対関係にあり、歌舞伎町にも根を張る中国系組織HK（ハイカラット）の長の許済徳（ウー・チイドウ）の娘。父の死去の際、「修羅王を頼れ」の言葉に従い、日本の加納を頼ろうとするが、竜門幇に下る手土産として林沢東に狙われていたところで、眉村と出逢い、彼と雁人に助けられ、竜門幇に対抗する為に修羅王に協力を申し出る。
林 沢東（リン・ツオートン）
HKの幹部の息子で、覚醒剤の売買を行い、多くの犠牲者から金を搾り上げていた。一時は眉村に刺されるものの、証拠不十分で釈放され、今度は竜門幇に下ろうと芳鈴を拉致しようと狙うが、眉村と雁人、そして修羅王によって失敗し、逃走しようとしたところで、修羅王に射殺される。
黃（ホアン）
林沢東のボディガード兼殺し屋で、スキンヘッド長身の巨漢。巨体に似合わない身軽な身のこなしと、投擲にも使えて、靴先にも仕込んだナイフを武器にして、一時は雁人の義手をもぎ取って眉村を殺そうと迫ったが、雁人の逆襲に敗れる。
幽霊船の男
第14巻「幽霊船」に登場。雁人に依頼内容を伝えると誘い出して音響銃で麻痺させて貨物船に誘い込んだ巨漢。雁人に家族への懐かしさと「蝶」への忌まわしい記憶を蘇らせるように船内に映像や音声を仕掛けていた。
正体はかつて「革命家」と呼ばれ、金銭の為に多くの人々を殺めてきた人物だったが、「蝶」に落伍者の烙印を押されてから、息子を囮して雁人を誘い出して対決し、その時は「蝶」への憎悪に呑まれかけていた雁人だったが、理性を保ったのを見て自分の敗北を認めて、船を爆破して自決する。
稲城 洋介（いなぎ ようすけ）
「虚無への道標」に登場した爆弾魔で、その話の雁人の護衛対象。逮捕後に雁人の護衛によって逃走させられ、自身の造る爆弾を芸術品と嘯き、セクトにも外注として関わっていた。
そんな犯罪者故に雁人は守渡陽子から追われる事になるが、雁人の真の目的は報酬として8年前のSAT狩りで、爆弾を造っていた事を聞き出す為であり、また彰一達公安からもその繋がりを探るように泳がされていた。
そしてセクトの襲撃を受け、その恐怖から「蝶」から依頼されて金を積まれて作らされた事を白状し、雁人との契約が切れた後に、公安に再逮捕される。
水原 真紀（みずはら まき）
極左ゲリラ組織”セクト”の代表で、右頬に大きな傷を持つ女闘士。反米組織として非合法活動での妨害を主としており、リーダーの家族を殺害した稲城を始末にやってきたものの、雁人の鬼気に圧倒されて身を退く。
その後の海ほたる事件時に、雁人に護衛を依頼するが、テロリスト集団という見解と、それに手を貸すことは出来ない事から依頼を断られる。しかし、弟が「蝶」によって命を奪われた事を目撃し、海ほたる内での人々を守る活動を雁人が起こしたことで、支援する立場に変わる。
早乙女 真名（さおとめ まな）
「黄昏時の罠」で、アナが依頼を受けた謎の少年から聞いた護衛対象の女子中学生。引取先の早乙女家の養女になっていたが、実は里親の両親から虐待を受けており、間宮によって拉致されてしまう。謎の少年からの協力を受けたアナも一時は間宮に殺されそうになるが、アナを気遣うジョバンニの頼みで密かに尾行していたちひろからの連絡を受けて駆け付けた雁人によって、アナを含む拉致された子供達と共に救出された。
謎の少年
アナに早乙女真名の護衛を依頼し、報酬として年代物の高価な指輪を渡す。不承不承ながら依頼を受けたアナは、彼から自分が雁人の息子の雅人のように見られているのではないか？と思っている事も見透かされる。更に彼女の父親の行方を教えてやってもいいと告げるが、護り屋を選んだアナはそれを拒んだ。それ以降、アナの前から姿を消す。
事件解決後にアナは、自分以外の人々はこの少年に会わず、見ておらず、という事に驚くが、通りかかった教会の少年天使像が、彼に似ている事に気づいた。アナが雁人以外にときめいた相手だった。
間宮（まみや）
早乙女真名をはじめとした児童達を拉致した変質的児童愛護者で、虐待児童達を無理矢理、拉致し、自分こそ児童達の保護者だと豪語する歪んだ偏愛思考で、それを探ろうとする者や、虐待した親をも殺害してしまう猟奇的性格の持ち主。秘密を知ったアナを殺そうと迫ったが、雁人に阻止された。
マックス・オブライエン
『闇のイージス』の番外編『JESUS：兎の檻』に登場。かつてジーザスが「J・バウマン」と名乗っていた頃に所属していた、西側の傭兵部隊「砂漠の兎」の曹長。「砂漠の兎」は、北アフリカのカダス共和国において、アマルガム・ハジム将軍による独裁政権を倒すことに成功するが、その後ハジム政権の残党を掃討する名目の作戦“オペレーション・ジーザス”によって鉱山跡に誘い込まれ、「砂漠の兎」は精製マスタードガスの殲滅攻撃を受ける。マックスはただ1人ガスの猛威を逃れた「J」の前で事切れるが、その時点では生存しており、その後西側大国のバックアップによって生きながらえたハジム政権の収容所で「J」と対面し、「J」が「ジーザス」となる最後のきっかけを与えることになる。
ルドルフ・カウフマン
ゼロの師匠。ドイツで五指に入る心臓外科医だが、工作員養成教官という裏の顔を持つ。またゲイザーのメンバーもあり、人工的に天才児を生み出す実験に関わっていた。実験の結果天才児として生まれたマリアを娘として引き取り、一流の外科医へと育て上げたが、実験の証拠であるマリアを消せという指令が下り、反逆されるのを覚悟でゼロにマリアの殺害を命じ、ゼロに殺害された。
カウフマンに育てられた工作員は「カウフマンの教え子」と呼ばれ非常に結束が固く、たとえ敵対する組織に属していても教え子同士は殺し合わないという不文律がある。その掟を破った裏切り者には、小説『宝島』になぞらえた絶縁状として黒い円盤（ブラックサークル）を送りつけられ、世界中にいる教え子達から命を狙われることになる。
ミオドコーパ（「蝶」の軍隊）
「蝶」の手足となって働く兵士達。「紋章」の戦士とは違い、全員が背中に十字架を持っているわけではない。同じ装備で規律正しく編成され、部隊単位で行動することが多く、「蝶」に心酔している者達である。その一部を除く全員が、各国の軍や警察の特殊部隊出身という精鋭ぞろいである。リーダー格のオコーナーに率いられて「海ほたる」を占拠し、多くの一般人を人質に取る。日本警察が素性を特定できたのは25人だが、本来の総数は不明。劇中の「海ほたる」の戦いにおいて、オコーナー以下ほとんどの隊員は、雁人、ジーザス、ゼロ、SAT（特殊急襲部隊）との交戦で戦死したと思われるが、ミオドコーパ側の生き残りも多く、その後新たに人数を増やした模様。『暁のイージス』でも多くのミオドコーパが組織されていた。以下では、『闇のイージス』で作中で顔と名前が判明した「ミオドコーパ」のメンバーについて述べる。
なお、ミオドコーパとは「ウミホタル」の事を刺す。
ランス・カーマイン
「海ほたる」の戦いの前哨戦で、雁人とホテルのレストランの中で対決する。後に判明したところでは元米軍特殊部隊デルタフォースの隊員で、見かけからは想像もつかないが実は女性だったらしい。
オコーナー
上述した通り「ミオドコーパ」の司令官で、「海ほたる」の戦いにおける「蝶」の副官のような立場にあった。
レイブン姉妹
レイブンは、10代前半の少女でありながら白兵戦では「ミオドコーパ」の中で最高の腕を持つとされる。また、その姉妹である同年代の2人の少女も同等の腕前を持つと思われている。覆面を取った姿は、それぞれ黒髪の短髪、ブロンドの長髪と短髪だが、そのうちの誰がレイブンに相当するかは明言されていない。彼女達は「蝶」に拾われ、その「愛情」の代償に「蝶」の命令には絶対的に服従し、その連携プレイで雁人に迫る。
フォアマン
元ニューヨーク市警のSWAT隊員という経歴で、レイチェル・天宮・ハンターのHSE社に入社するが、その正体は「海ほたる」の戦いにおける「ミオドコーパ」の生き残りであり、ある護衛依頼を共同で実行中に雁人を奇襲するも制圧される。フォアマンは「蝶」の日本での作戦を阻止した雁人の暗殺を狙い、ムハンマド・サイードの「フゴー計画」を支援していた。警察に拘留されたフォアマンは、サイードから指示されていた通り計画の全容を自白する。
杉野 奈美（ すぎの なみ）
第17巻「闇の声」に登場する自殺願望がある女子高生。世の中がイヤになり、ネットで仕入れた知識などで自殺しようとするも上手く行かず、そんな自分を気にかけていた友人を自称するカワグチから護り屋の話を聞き、死のうとする自分を護るのかどうか試そうとセイレーンに電話して誘い出したが、それを見透かした雁人に「二度と電話するな」と足蹴にされ、アナからも相手にされなかった。
そして町でナンパしてきた強姦魔男と行動を共にしたところ、北見が行う殺しを目撃した事で、男を殺されて追われ、それによって今まで抱いていた自殺願望が吹き飛び、カワグチが依頼した雁人によって命を救われる。
北見 修也（きたみ しゅうや）
腕利きの始末屋（殺し屋）で、山中で自分の仕事を目撃した奈美を危険視し、執拗に追跡して抹殺しようとするが、闇の世界でイージスとして名を馳せた雁人の事も知っており、雁人が奈美の護衛に就いた事で奈美の殺害を諦め、手を引いた。
二宮 貴子（にのみや たかこ）
「ジャガーノート」に登場。夫と関係が上手く行かず、息子の巧（たくみ）と2人暮らしで、夫との裁判で慰謝料を貰って暮らしていた主婦。
息子が小学校に入学する前に、夫からの慰謝料でマイホームを購入していたが、ジャガーノートの標的にされ、息子を拉致されてしまい、警察に知らせてしまった為にジャガーノートとの交渉がこじれてしまい、その救出にジャガーノートから無事に人質を返して貰った雁人に依頼する。
桜田（さくらだ）
警視庁の管理官で、陽子達の上に立って二宮家の誘拐事件の指揮を採るが、事件解決を急ぐあまりに、ジャガーノートから無事に人質を取り戻した雁人を、犯人と取引した誘拐犯と決めつけて逮捕しようとしたり、被害者の人質が殺されていると決めつけたり、暴力団と結託し、今回の誘拐事件の裏で暗躍し、情報をリークしていた部下の牛山（うしやま）警部補の不祥事に気づかず、事件解決を遅らせて混乱させてしまったりと、お世辞にも有能な人物とは云えなかった。
町村 信行（まちむら のぶゆき）
第18巻「裏切りの水面」に登場した警視庁潜入捜査官。暴力団の調査の為に、5年前に相澤組に入ったが、その操作の中で相澤の娘である加奈（かな）と恋に落ちてしまい、それを知った組の若頭で、相澤の息子一彦（かずひこ）にとがめられた時に、思い詰めた加奈の行動によって、大きな過ちを犯した事を知って逮捕される。
仮出所後に加奈に会うために、雁人に護衛され、息子の復讐を果たそうとする相澤に真相を伝えた後、待ち受けていた加奈に会おうとするが、舎弟だった若手のヒロシに刺されてしまい、雁人が護りきれなかった数少ない人物となってしまった。
相澤（あいざわ）
暴力団組長で、子供達に一彦と加奈という2人の兄妹がいる。町村を信じきっていたが、町村の正体と、町村が一彦を轢き殺したと5年間思い込んでいた。
その真相を知るために、ゼロを傭って町村を追い詰め、ダイナマイトを腹に捲いて問い詰めるが、父親に従い続けるのに疲れた加奈が、組を抜け出したがって町村の元へ行き、逆上して町村を問い詰めていた一彦を加奈が轢き殺してしまい、その時に瀕死の一彦もまた、妹の幸せの為に町村を見逃した真実を知り、自身によって招いた事件だった事にショックを受け、町村への殺意を捨てた。

日向 芳美（ひゅうがよしみ）
「墜ちる天使」に登場、日米同盟の陰で暗躍する軍需産業にも影響を与え、アナを生み出したゲイザーとも関わりがある違法ドラッグ製造会社”ウェイトリー・ファーマー”の女医で、薬物を使って人々を洗脳して苦しませ、更には殺し合わせて自分の研究成果として喜ぶ外道医師。
スクールカウンセラーを装って、聖セイレム学園を実験場にした洗脳計画を進めていたが、調査に出た雁人とちひろに加え、ジーザスと亜紀にまで介入され、精神薬の大量噴出によって雁人とジーザスをダウンさせて捕らえるが、ちひろと亜紀の逆襲に敗れ、毒ガス缶を開いて4人を道連れにしようとするも、ジーザスに名前を呼ぶ前に射殺される。
土器手 かほり（どきて かほり）
外資本が入った女子高等学校である聖セイレム学園の不良生徒。カウンセラーを騙った日向によって薬漬けにされ、心身共に衰弱し、学園内外で常に情緒不安定な様を見せ、当初は彼女を気遣っていた亜紀にも敵意を見せていたが、亜紀の身体を張った説得によって薬の呪縛が解かれ、元の状態に戻る。
樋口 宏明（ひぐち ひろあき）
第20巻「翼なき者たちの夜」に登場する44歳で元海上自衛隊のサブマリナー（潜水艦乗員）だったが、潜水艦乗りという職業上、家を空ける事が多く、主人が居ない淋しさを紛らわそうとした妻が麻薬に手を出して娘と共に自殺した事がトラウマとなり、退官後に妻に薬を売った暴力団を惨殺し、「蝶」に触発され犯行現場に「蝶」のペイントを施していた。
しかし、街中で出逢ったアナに亡き娘「ひな」の面影を見て誘拐し、彼女と過ごす中で最後の良心を取り戻し、アナを捕獲にきたゲイザーの一団を道連れに彼女を守る為自爆する。その最期はアナの心にやるせない思いと深い哀しみを残した。
アルベルト・ヘス
「標的ゼロ」に登場。ルドルフ・カウフマンの弟子の1人の眼鏡を掛けたチョビ髭の白人。心と身体に傷を抱え、殺しにルールと信念を持つゼロと異なり、その殺しを快楽としており、それ故にカウフマンから嫌われて追放された事と、カウフマンにとって最大の弟子であり、信頼していたゼロの両者に対し逆恨みの感情を抱いている。
ゲイザーの依頼を受けてマリアをゲイザーに引き渡すためにマリアを誘拐し、ゼロに自身が指定した人物の殺害を強要させるが、十蔵にからくりと情報を見破られ、逆に世界中のカウフマンの弟子達からの解答として絶縁状であり、死刑宣告であるブラックサークルを受け取る羽目になり、更に雁人の介入によってマリアを救出され、命乞いした後に見逃そうとしたゼロを狙おうとするも、雁人に銃口を曲げられた事を知らずに銃の暴発で死亡する自業自得の末路を迎える。
マリーカ・カザロヴァ
アスラン・カディロフの幼馴染みで、チェチェン出身。幼年期は双子の妹アイーシャと共にアスランと過ごしていたが、爆撃で妹を失い、自身も肌に消えない傷を負った。そして世界への憎悪とアイーシャの幻聴に振り回されるアスランを止める為に雁人に護り依頼をしたが、警察と元スペツナズの妨害も関わって、雁人とちひろの護衛も空しく、アスランの目を覚まさせたものの、スワロフの銃弾に倒れて死亡。そして厳冬の東京湾にアスランは彼女の遺体と共に飛び込んで姿をくらまして、「蝶」に拾われる。
スワロフ
ロシアの警備会社「ヴァローナ」のメンバーで、元・スペツナズ隊員であり、仲間達を射殺したアスランを抹殺する為に部下達ともに来日した。
東京を半ば戦場にしても構わない思考を持っており、アスランに様々な罠を仕掛けただけではなく、同じようにマリーカも殺すためにマリーカの依頼を受けたセイレーンをも襲撃するが、アスランと雁人の両方の怒りを買う事になり、マリーカを射殺するものの、アスランによって部下全員と共に殺される。
蒼ざめた馬（ペイルライダー）
元SAT隊員:進藤一樹（しんどう かずき）。「海ほたる」の戦いで、親友隊員が殺され、「巨大な眼が迫って来る」トラウマを植え付けられた経験から警察を辞職、「蝶」を殺さなかった雁人に刺激され、トラウマを克服すべく自らを「死そのもの」と称し、SATで得たスキルを使い私的な「犯罪者狩り」を繰り返し、テロ教団や暴力団を次々と襲撃しては惨殺してきたが、雁人が護り屋になり、「蝶」を殺さなかった事や、不殺を誓った意味を伝えられる。
家庭崩壊で家から弾かれた少女には心を開き、その少女を守りつつ、自身の過ちを償う意味で少女を雁人に託し、狙撃されて散るが、最期を見届け、少女を保護したかつての上司が、「テロリストになったのか？」と雁人に問いただしたのに対し、雁人は頷きつつも、「だが最後は警官に戻った」と応えた。
室伏（むろふし）
甲斐彰一がアメリカに出向している間に、警視庁公安の警視となった人物。ペイルライダー事件を担当し、雁人を犯罪者と同類と見なし、彰一が居ない事をいい事にペイルライダー事件の犯人と関わりがあると言いがかりを付けて痛めつけるが、返り討ちに遭う。
彰一と違って組織内の自分の出世しか考えておらず、その出世の為には手段を選ばず、犯人を手当たり次第に検挙しようとしたり、関係者と疑う相手に暴行や自白剤を投与するなど、警察官僚の良識や資質に著しく欠ける人物で、彰一のような人望も無い上に、功を焦る誤判断によって進藤と、進藤が狙ったカルト教団や暴力団による事件被害を拡大させてしまう。
畑野 正彦（はたの まさひこ）
第26巻「竜の歯」に登場。大手IT企業元社長だったが、政府次期首相候補の致命的なものとなるスキャンダルデータを握った為に、支持していたその政治家の雇った暴力団と殺し屋に狙われる身となり、護り依頼をしたが、雁人ではなく、ちひろが護り役を買って出た事で、ちひろを小娘と舐めきって護りのルールを聞かず、逆にちひろだけではなく、自身の身も危うくしてしまうが、ちひろによって救出され、これによってちひろをようやく認めて礼を述べた。
帰国して早々にこの一件を落着させ、弟子が試練を乗り越えたのを見た雁人は、ちひろを一人前の護り屋として認める。
津野 一蔵（つの いちぞう）
政府要人の支援暴力団が畑野拉致と口封じの為に中国から呼び寄せた殺し屋。ゼロと違い完全な殺人鬼でかつ、獲物の手応えを感じると、戦って追い詰めた末に殺す事を最大の快楽にしている。
目にも止まらない早さで繰り出す切れ味抜群のナイフで相手を切り裂き、相手を殺すまで執拗に追跡を止めない殺人マシーンの異名を持ち、当初はイージスの噂を聞いて雁人を狙っていたが、雁人に代行していたちひろを新たな獲物として付け狙い、実力差が有り過ぎる事で当初は相手にならなかったが、ちひろが3段階に仕掛けた捨て身の変わり身トラップによる決死の一撃で敗退。
天音 あやね（あまね あやね）
「明日の顔」に登場。新興宗教団体“真天教”の現教祖で、前教祖敏明の死後に後を継いだ「あやね様」と呼ばれる僅か10歳の少女。様々な予言を的中させる事で、崇め奉られているが、実際は教団の実権は須田に握られている傀儡で、須田による自作自演の予言をさせられていた。
性格はやや我が侭だが、真天教教祖にされているのを由とは思っておらず、本当は姉みやびと共に抜け出したがっているものの、須田に従わざるを得なかったが、雁人の説得により、教祖を辞め、姉と共に真天教解散を抜け出すと決意し、尚も自分を利用しようとする須田に「お前は自分の爆弾で死ぬ！」と吐き捨てて、それは雁人によって現実のものとなる。
天音 みやび（あまね みやび）
真天教の巫女で、あやねの姉。教団での地位はあやねに次ぐが、同じように須田に脅されて、やらされている。
あやねと共に本心では教団を抜けたいと思い続けて雁人に助けを求めるが、雁人に「逃げるだけでは駄目だ」と諭されて、須田の妨害にめげずに立ち向かい、妹と共に教団を抜けて普通の生活を始めた。
須田 光昭 (すだ みつあき）
真天教の広報コンサルタントで、元広告代理店プロデューサー。自身のプロモートによって真天教の規模を拡大させ、教祖あやねの予言が的中するように、様々な自作自演の事故やテロを巻き起こしていた。
実は「蝶」の影響を受けて心酔していた人物で、真天教を利用して、「蝶」に注目されて、「蝶」を崇める教団にしようと手段を選ばない方法を駆使してきたが、雁人によってあやねを奪い返され、その際に乗っていた車が大破して動けなくなり、因果応報でみやびもろとも殺そうとした青年の吉沢に爆弾を返されて爆死した。

### 暁のイージスでのその他の人物
木田 一彦（きだ かずひこ）
『暁のイージス』物語冒頭に登場した「蝶」の犯行を模倣する32歳の男。
バスジャックを起こし、女性二人を人質に甲斐彰一に取引と要求を持ちかけるが、彰一にその正体を見透かされており、「テロリストとの交渉に応じた、しかし、交渉は決裂し、テロリストは射殺された。」というアリバイを創らされる意味合いに利用され、SATに射殺されてしまった。
レオナルド・アルベニス
アルベニス家の現当主の大富豪で、ロザの父親で、ロザの兄であり、息子ジョアンの傍若無人な振る舞いに手を焼いていた。
息子を殺した犯人としてガルシアから呼び出され、ミゲールの墓の前で土下座させられる屈辱を甘んじて受けて、ロザと雁人との対決の幕を引いた。
ガルシア
雁人がメキシコで最初に護衛対象とした老人。アルベニス家の長男ジョアンに孫のミゲールを殺され、その復讐の為にジョアン殺害犯になりすまし（ジョアンは、自分を弄んだ女性に既に殺されていた）、レオナルドを呼び出し、孫の墓の前に詫びるよう強制した。
レオン・ベルトラン
メキシコ政府の要人暗殺現場を偶然目撃し、その証拠となるPDAを所持していたため命を狙われることとなり、イレーネ・サルドーニの元に匿われていた少年。当初は心を閉ざし護衛を引き受けた雁人に対しても反抗的だったが、自分を守るために戦う雁人達と行動を共にすることで、自分が置かれている境遇に立ち向かう姿勢になっていく。
ロロ
かつてイレーネに救われた事がある黒人の若者。イレーネを慕っており、彼女に近付く怪しげな者を排除する為に過激な行動を執る事がある。
イレーネがオルガに殺害された後、彼女の遺言の「2039の封印が解かれる」というメッセージを匿名でクインと、雁人に伝えるようにした。
ヤーゴ
ロロと同じく、イレーネを慕う大柄なラテン系人種。ロロ以上に過激な手を使って、イレーネに近付く者を排除しようとするが、イレーネを狙うオルガに殺されてしまう。
オルランド・カザルス
メキシコ警察の警部だが、マフィアや政界と繋がってのし上がろうとしている悪徳警官。
背後で暗躍するルーデルの意図で雁人とレオン、そしてロザをイレーネもろともまとめて始末しようとするが、オルガの餌食になってしまう。
ホセ・イグレシア
メキシコ警察警部補で、カザルスの同僚の闇社会と繋がっている腐敗警官で、レオンとメキシコを脱出しようとする雁人をトレーラーで轢き殺そうとするが、返り討ちにされる。
マヌエル
ロザの忠実な部下の筋骨隆々な大男。ロザのボディガード的存在で、カザルス達の襲撃から彼女を身体を張って守るが、蜂の巣にされて立ったまま死亡する。
ペペ・ガブリエラ
元サパティスタ出身の初老の肥満男。政府軍に追い詰められて玉砕しようとした時、イレーネに止められて匿われ、それ以来イレーネを命の恩人として心酔するようになるが、カザルス達の脅しに屈し、一時は安泰のためにイレーネの手引きで訪れた雁人とレオンを警察に売り渡そうとするものの、エビータの説得を受けてイレーネへの恩返しも兼ねてカザルス達から雁人達を庇って自決する。
エビータ・ガブリエラ
ペペの妻で同じくサパスティタの調達班出身。ペペと同じくイレーネへの感謝と尊敬の気持ちが強く、一度はカザルスに雁人達を渡しかけたペペに、今こそ自分達を救ってくれたイレーネへの恩返しをする時と説得する。
ジョナサン・カーライル
ロサンゼルス市警の現場指揮官。「蝶」を騙った雁人と、雁人をレオンもろとも抹殺しようとするCIAグループに呼び出される。
CIAを疎ましく思っていた事に加え、人質解放交渉に応じた際に雁人の目的と正体を知り、最終的に協力する形となって、ロドリゴとオルブライトの悪行を暴くことになる。
ロドリゴ
メキシコの有力議員と繋がりがあるCIAの一員で、メキシコの政治への人為介入に手を染め、その悪行に気づいたペレス議員を暗殺した黒幕。
真相を握った雁人とレオンを狙うが、雁人の策に嵌まり、絶望して命を絶とうとするものの、雁人に「罪から逃げて死ぬ事は許さん」と強要される。
オルブライト
ロドリゴと同じくCIA支局員で、メキシコの政治家の人為介入に関わる、レオンの父を軟禁していた。
ペレス暗殺と、人為介入が記されたレオンが持つPDA端末を狙っていたが、雁人の作戦でロドリゴと共に破滅する。
山崎 巧 （やまざき たくみ）
「蝶」に影響された日本のテログループ「赤い蝶」に属していた若者で、テログループの資金源を握ったデータを手にテロリストリーダーの女だった恵美（えみ）と共に逃走し、護り屋へ依頼をした。雁人不在の為にちひろが依頼を受けたが、ちひろを信頼出来ずに、本当はテロリスト資金源を狙っていた恵美の色香に惑わされ、危うい目に遭うものの、ちひろに救出された。
ちひろが雁人が居ない間、依頼者を10人護るというを自らに課した課題の最後の1人だった。
キンバリー・ランス
ポニーテールの白人少女で、ジェーンの経営する店のウェイトレス。
幼少の頃、銃撃事件を目撃し、その犯人がマフィアの重要人物だった事を証言台に立って告げた為に今までの生活が出来なくなり、名前を「キム」と変えて、かつての経歴をFBIから抹消されて過ごしてきた。
実はウリエルの娘であり、彼女を守ろうとウリエルは雁人に依頼し、無事目的は果たされたが、その為にウリエルは雁人に正体を知られることとなる。
ジェーン
「ジェーンのカフェ」というレストランの女主人。キンバリーを保護し、一見すると肝っ玉風の面を見せていたが、真の目的はキンバリーの賞金が最高額に上がった事を見計らって、彼女を殺そうとしていた。
牧野 新司（まきの しんじ）
アナの通う中学の同級生で、3年A組（この時、アナは隣のB組）の男子生徒。
将来への不安を抱いている中で「蝶」に影響され、爆弾作りに興味を持ってアナに近付くが、アナにそうした行為の虚しさを諭され、真鍋に殺されそうになったところをアナに救われ、その事がきっかけで爆弾作りから足を洗う。
真鍋 俊也 (まなべ しゅんや）
警視庁からマル被指定を受けた29歳の元デザイン会社社員。
重度の化学物質過敏症だが、自己中心的な性格でもあり、それ故に「蝶」に感化され、会社を解雇された事を逆恨みして社長を手製爆弾で殺害し、牧野まで狙うものの、アナによって阻止される。
ノーマン・ミューラー
元HSE社員で、無人ロボットによる攻撃部隊”カトラス”の開発主任。
天才的なプログラマーだったが、自分の設計したものへの異常な自信に加え、機械の殺傷効率や標的抹殺を最優先する開発姿勢をレイチェルに危険視されて主任を降ろされ、遂にはHSEを解雇されたが、その逆恨みとフランク・ルーデルの手引きでカトラスのプログラムを奪い取り、雁人とレイチェルを襲うが、雁人によって完璧な計算を狂わされた上に、逆上して「施設内の全ての人間の抹殺」というプログラムを打ち込んだ事で、自業自得ともいえる最期を遂げる。
サドル・アマルガム・ハジム
かつてのカダス共和国の独裁者、アマルガム・ハジム将軍の子。ハジム将軍が倒れ、民主化したはずの後も混乱が続くカダスにおける様々な「ハジム派」と呼ばれる組織の1つのリーダーとして、若年ながら擁立されている。しかし、ハジム派の主義に照らし合わせると致命的な弱点（正体は女性で、父の政治体制では受け容れられない）を持っており、それをジーザスに知られ、正体を隠す意味とアビスの実態を暴いて、故郷をテロとハジム派同士の争いを止めるためにジーザスに協力する。
アマルガム・ハジム将軍
冷戦時代、様々な氏族や派閥が争う歴史を辿ったカダス共和国を、大国の後ろ盾をもって力で制しようとした独裁者。当初ソ連の援助を受け恐怖政治を行っていたが、西側の傭兵部隊「砂漠の兎」の活躍によって、一度はカダスから追放される。しかし今度は西側大国の支援を受け、「砂漠の兎」を排除した上で再びカダスの独裁者に返り咲く。
そして1990年代半ば再び起こった革命戦争の際、ハジムは1人の傭兵に討ち取られる。ハジム将軍の人物像は、ただ大国に擦り寄り権力に座っていたというものではなく、国全体を思うがゆえにあえて大国の支援でもって力の政治を行っていた。自分を討とうとする傭兵に対し「大義をもつ“戦士”（フェダイーン）にしか、自分を討つことを許さない」と言い放ち、その傭兵の戦後のカダスに対する理念を聞き、その大義を認めた上で“戦士”として一対一の決闘を行った結果破れ、長年にわたったハジムの独裁政権は終焉した。
ミスバーフ
CIAがカダス領内にもつ“ブラックサイト”「深淵（アビス）」の囚人。
「蝶」の言葉を受け、その影響に感化されてはいるが、「どんな絶望の中にも希望はある！」と演説した後に射殺されるものの、それは雁人を含む囚人達全てに感動に打ち震える影響を与えたが、雁人はその体験と、「蝶」の過去を知った後に、「蝶」との最終決戦に望んでいく。
アフマド
「深淵」の囚人の1人で中東系ドイツ人。ルーデルの画策で「アビス」に収容された楯の隣の監房におり、楯に「アビス」の実態や、自分が休暇旅行中に訳も分からずにテロ容疑をかけられ連行され、妻もそのとばっちりで殺されたことなどを話す。
最終章で「蝶」の駒の一つとして自爆を強要されるが、雁人の説得によって思いとどまり、これによって雁人は「蝶」との因縁の全てにケリを付ける決意をする。
花沢 和夫（はなざわ かずお）
『暁のイージス』終盤より登場する内閣総理大臣。1970年代に防衛庁の官僚として米国に出向しており、「蝶」誕生の重大な秘密を握る人物でもある。最終章「東京戦争編」において、「完璧な世界を取り戻す」最後の戦いを進める「蝶」に対し花沢は、「蝶」誕生のきっかけとなった過去の秘密を共有する米国との合同で、雁人をも“生贄”にした「蝶」を追い詰める作戦を進めるよう、火山に指示を下すが、どれも失敗に終わる。
フレッド・グリーン
「蝶」の潜在的同調者の元軍人の黒人。「蝶」に刺激され、ニューヨークで見つかった「蝶」が仕掛けた核を回収しようとした市警とFBIの職員計8名を対物ライフルで殺害し、マーティンの隊を撥ね除けてニューヨークを爆破しようとしていたが、交渉人を進み出たアーネストがライラの話を混ぜ込んで話して説得した事により、爆破とテロを思いとどまり、ニューヨークの核は回収された。

## 護り屋のルール
雁人への依頼には以下のルールが存在する。
1. 必ず交渉代理人であるアナ・リドルを通じて依頼すること。雁人への直接の依頼は不可。
例外が甲斐および劉伊健からの依頼。ただし劉伊健の依頼についてはアナの方からなぞなぞを問いかけ、尚且つ劉伊健が答えた事で結果論としてはルールに従っている。
2. 本名を名乗ること。偽名や匿名での依頼は不可。
3. アナの出す「なぞなぞ」に答えること。
アナが依頼を受けられないと判断した場合はなぞなぞ自体答えのないものになり自動的に無効化するが、劉伊健のように答えの無いはずのなぞなぞに回答した例もある。
4. 依頼内容を可能な限り正確に伝えること。依頼内容に虚偽の事実が含まれている場合は不可。
情報屋であるアナは把握しているが本人がその事実を知らない場合は問題ない。
5. 依頼人は殺人に荷担せず、殺人をさないこと。依頼人が殺人に関わった場合、即座に契約破棄となる。
依頼人が過去になんらかの殺人を犯していても契約期間内でない場合は問題ない。

## 書誌情報

### 闇のイージス
- 原作：七月鏡一、作画：藤原芳秀 『闇のイージス』 小学館〈週刊ヤングサンデー〉、全26巻
  1. 2001年3月5日発売 ISBN 4-09-152551-2
  2. 2001年6月5日発売 ISBN 4-09-152552-0
  3. 2001年9月5日発売 ISBN 4-09-152553-9
  4. 2001年11月5日発売 ISBN 4-09-152554-7
  5. 2001年12月26日発売 ISBN 4-09-152555-5
  6. 2002年4月5日発売 ISBN 4-09-152556-3
  7. 2002年6月5日発売 ISBN 4-09-152557-1
  8. 2002年9月5日発売 ISBN 4-09-152558-X
  9. 2002年11月5日発売 ISBN 4-09-152559-8
  10. 2003年2月5日発売 ISBN 4-09-152560-1
  11. 2003年4月5日発売 ISBN 4-09-153021-4
  12. 2003年7月5日発売 ISBN 4-09-153022-2
  13. 2003年9月5日発売 ISBN 4-09-153023-0
  14. 2003年12月5日発売 ISBN 4-09-153024-9
  15. 2004年3月5日発売 ISBN 4-09-153025-7
  16. 2004年6月4日発売 ISBN 4-09-153026-5
  17. 2004年9月3日発売 ISBN 4-09-153027-3
  18. 2004年12月3日発売 ISBN 4-09-153028-1
  19. 2005年3月4日発売 ISBN 4-09-153029-X
  20. 2005年6月3日発売 ISBN 4-09-153030-3
  21. 2005年10月5日発売 ISBN 4-09-153251-9
  22. 2005年12月27日発売 ISBN 4-09-151010-8
  23. 2006年4月5日発売 ISBN 4-09-151072-8
  24. 2006年7月5日発売 ISBN 4-09-151096-5
  25. 2006年10月5日発売 ISBN 4-09-151124-4
  26. 2007年1月4日発売 ISBN 978-4-09-151155-3

### 暁のイージス
- 原作：七月鏡一、作画：藤原芳秀 『暁のイージス』 小学館〈週刊ヤングサンデー〜スピリッツ増刊 YSスペシャル〉、全6巻
  1. 2008年2月5日発売 ISBN 978-4-09-151284-0
  2. 2008年4月4日発売 ISBN 978-4-09-151320-5
  3. 2008年7月4日発売 ISBN 978-4-09-151363-2
  4. 2008年9月5日発売 ISBN 978-4-09-151386-1
  5. 2008年12月26日発売 ISBN 978-4-09-151412-7
  6. 2009年2月27日発売 ISBN 978-4-09-151420-2